# Рослинність

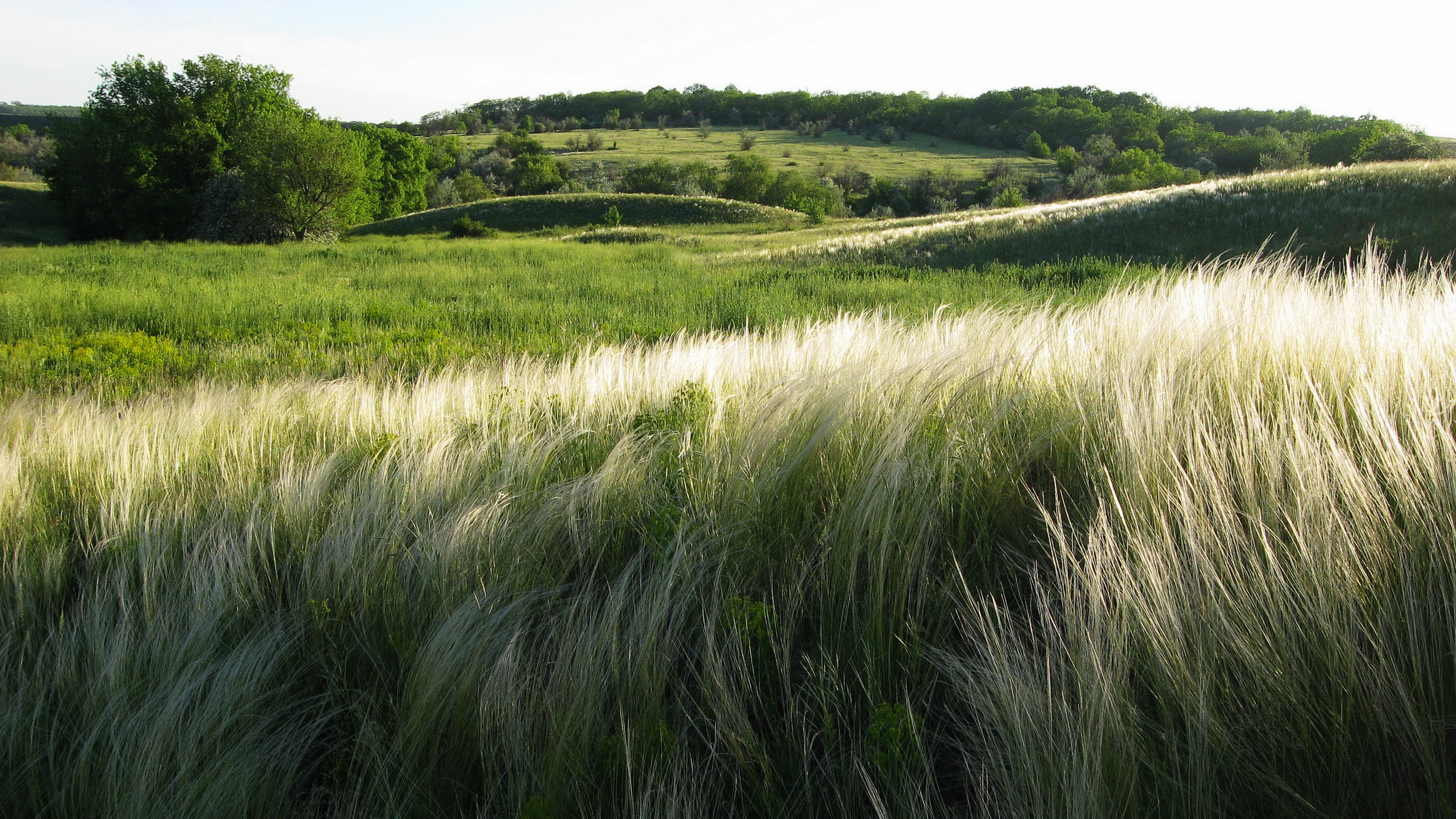
Різнотравно-типчаково-ковиловий степ

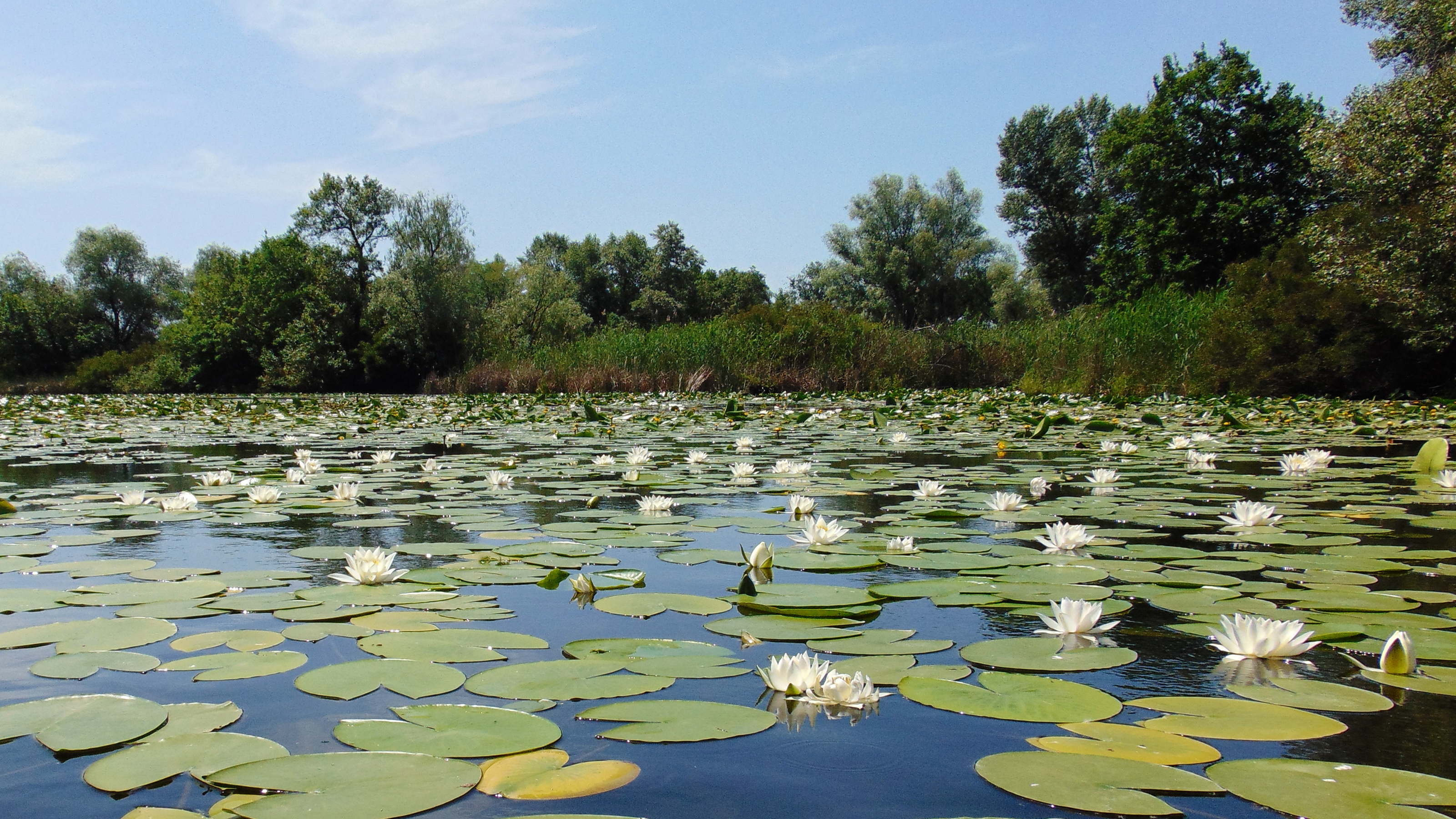
Водна рослинність (формація латаття білого)

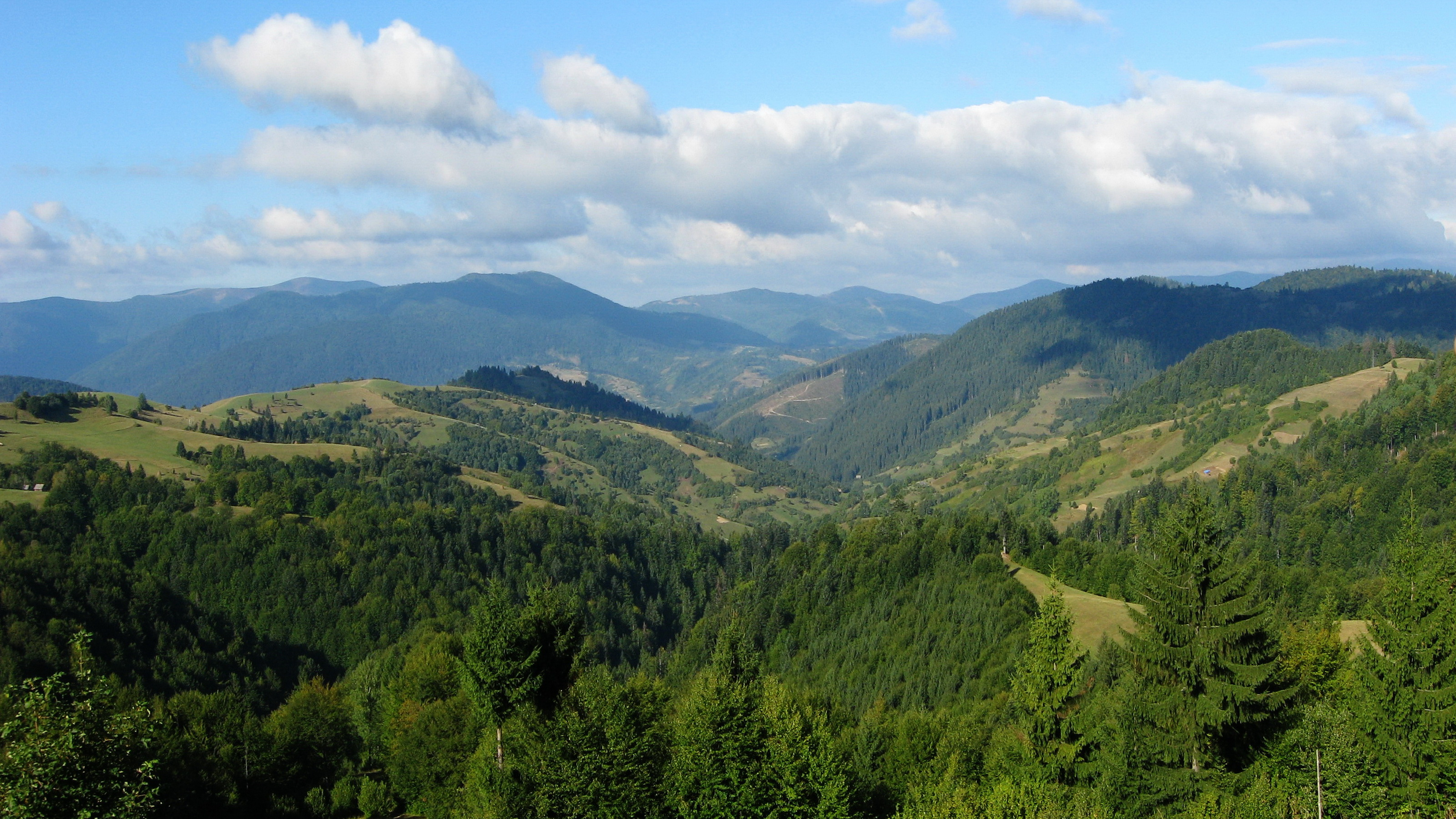
Гірські ліси і полонини

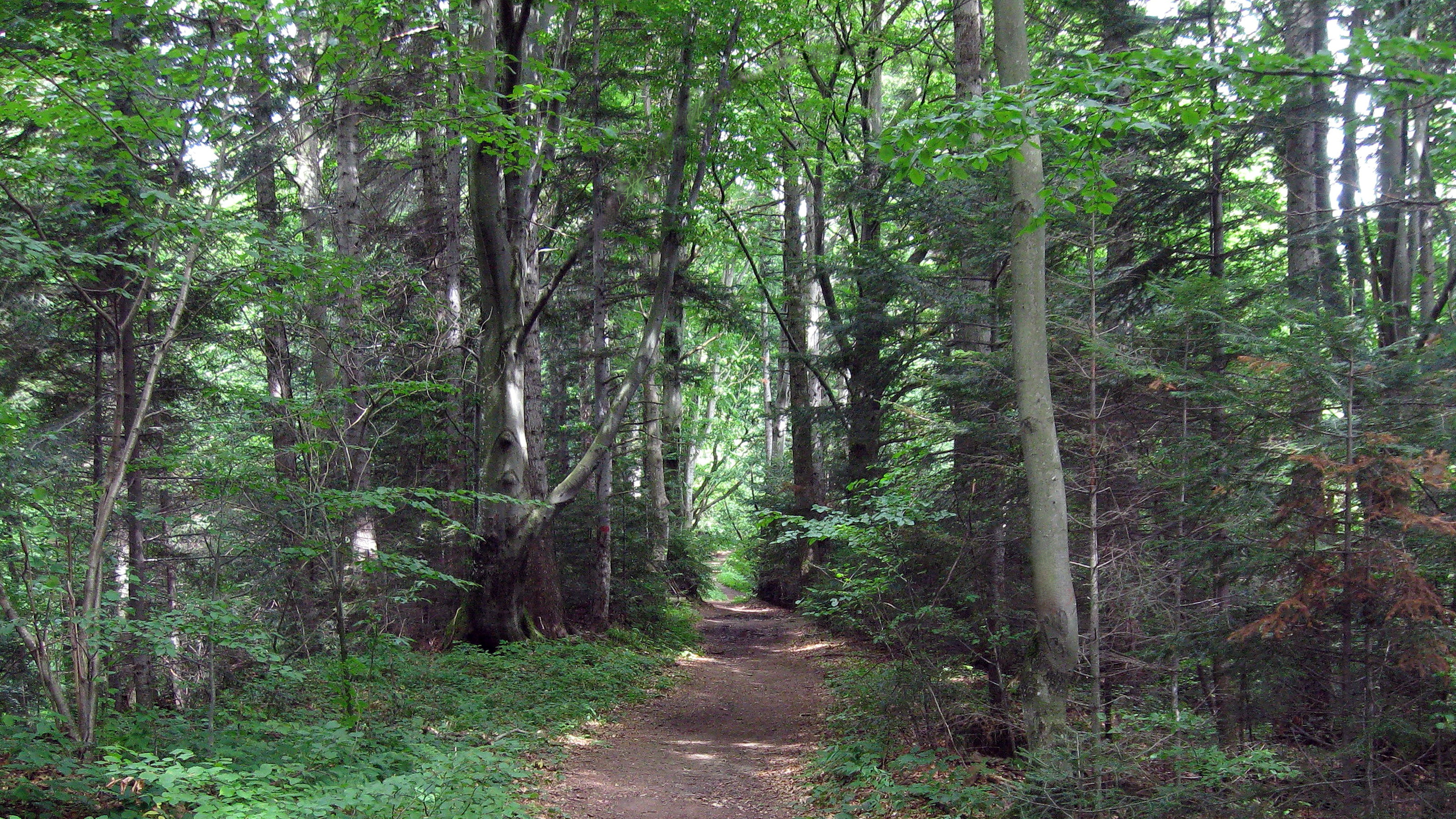
Темнохвойно-широколистяний ліс

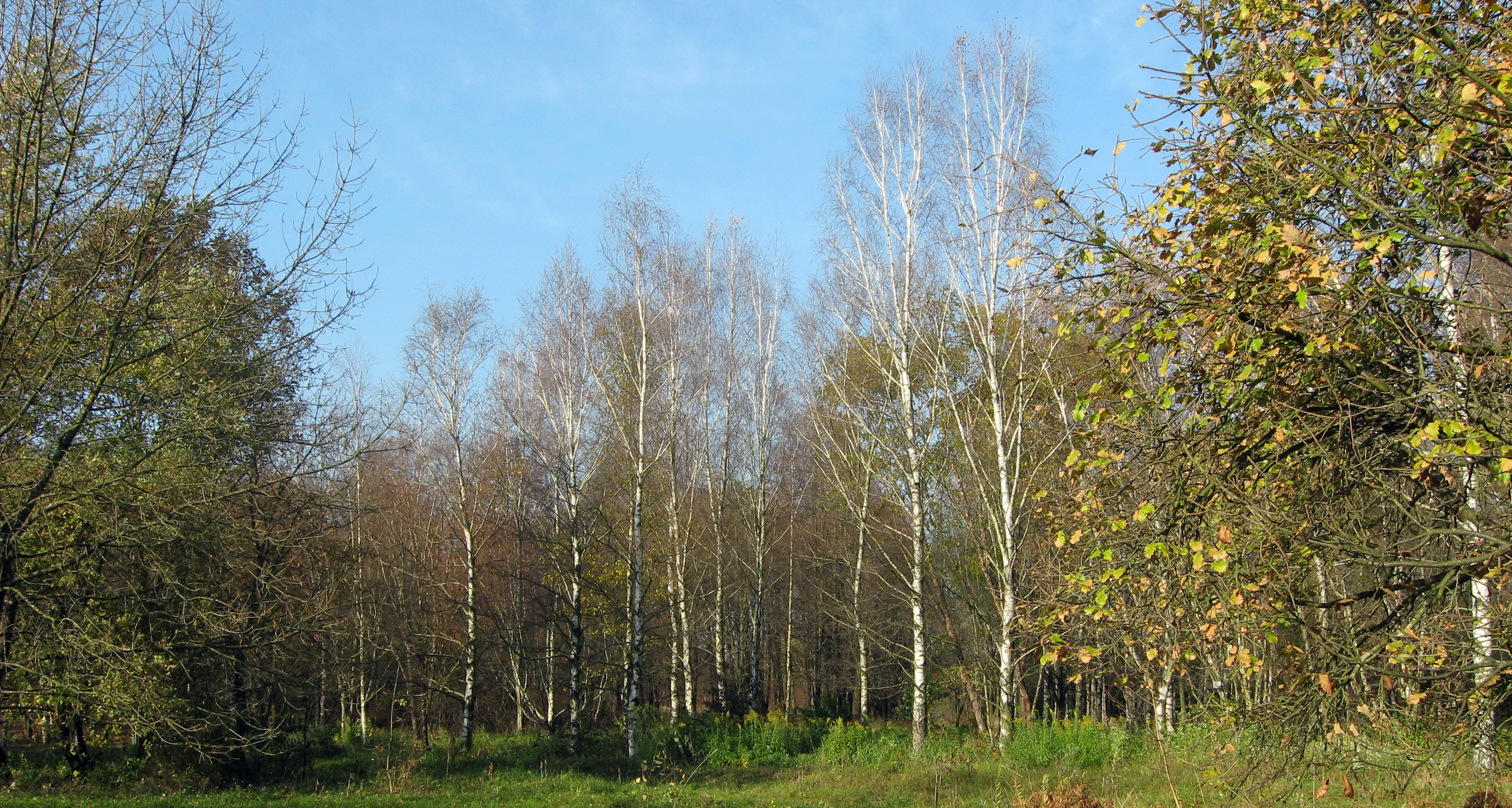
Вторинний березовий ліс

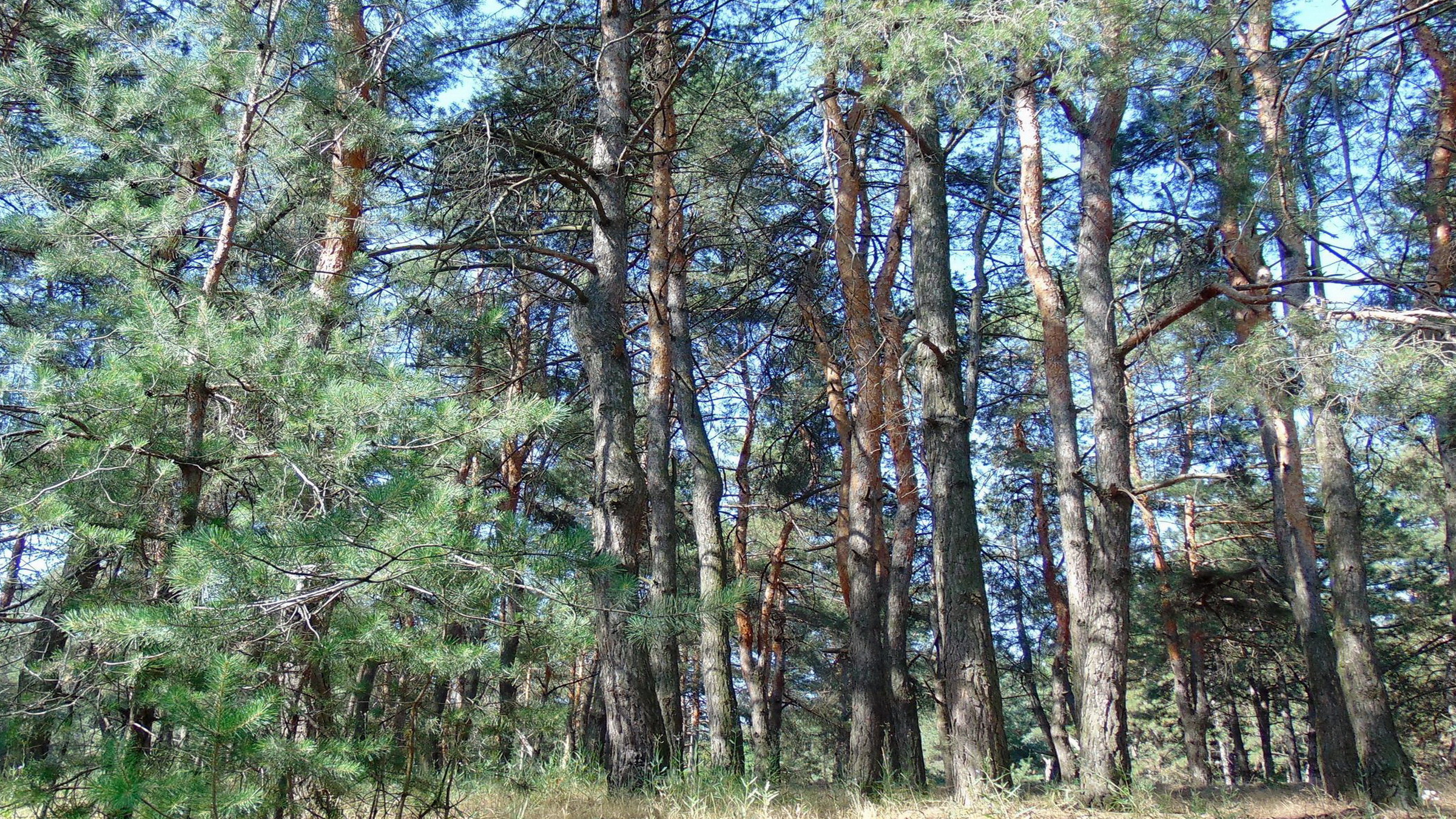
Природний сосновий бір

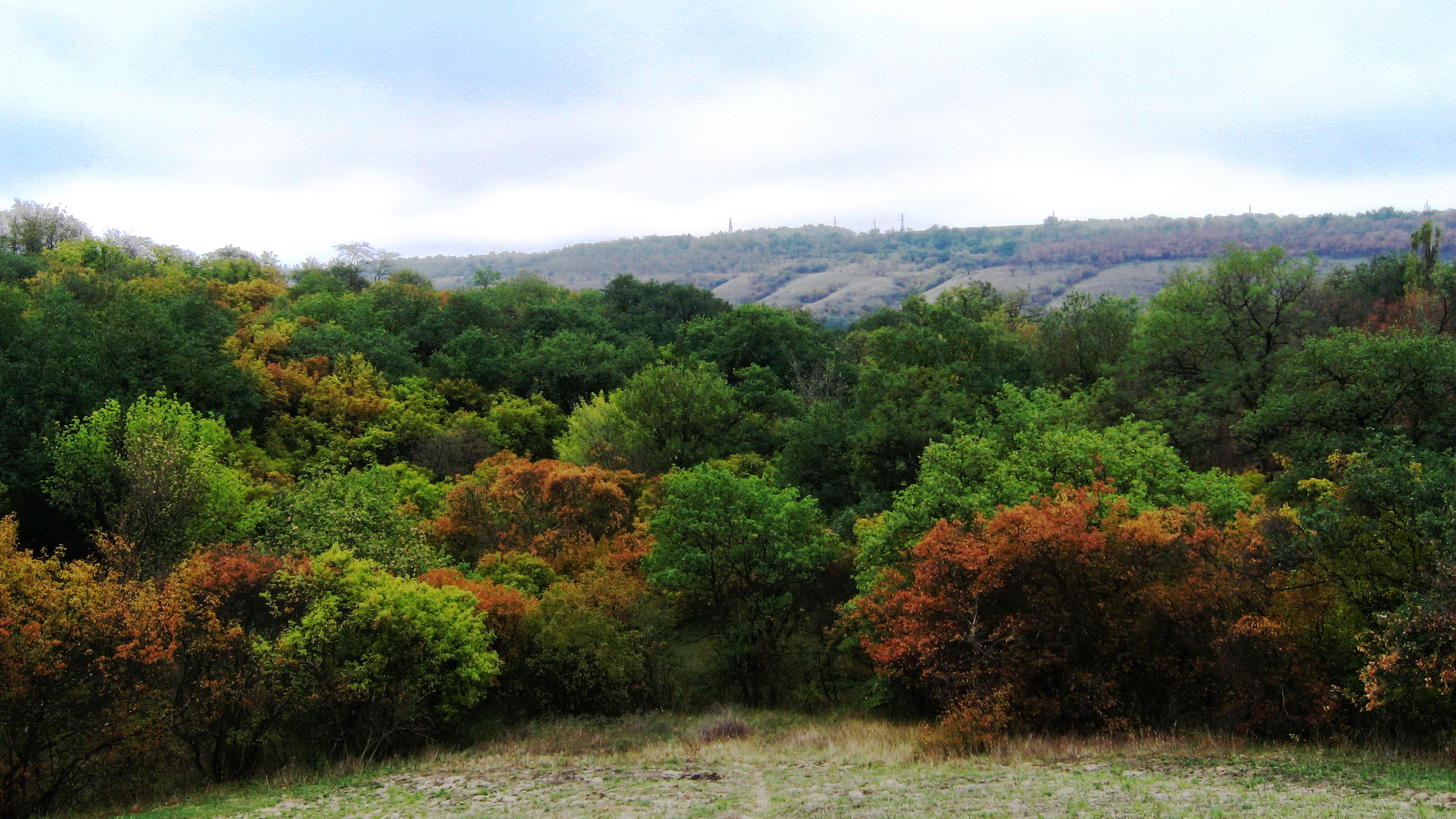
Байрачна діброва

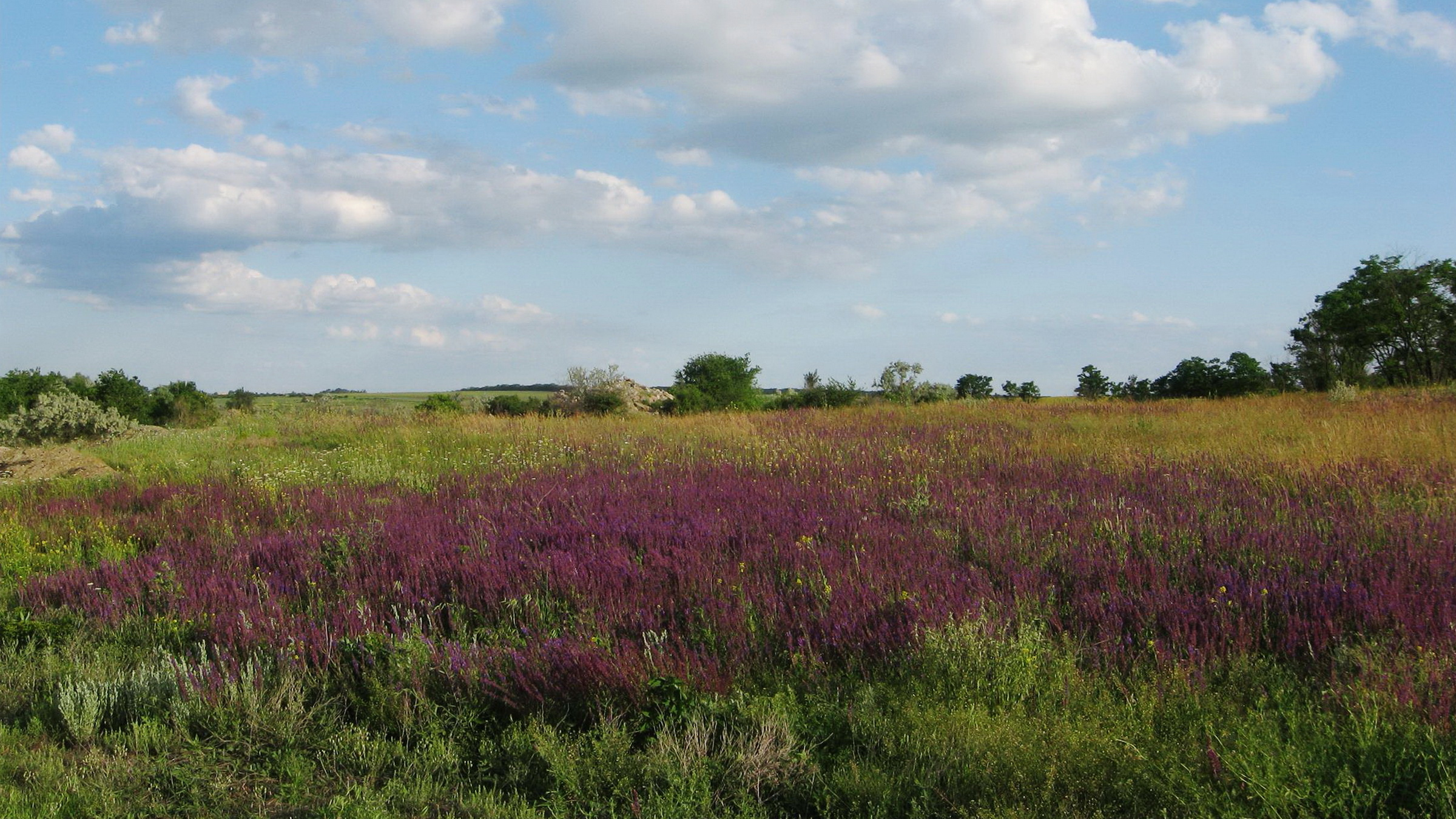
Лучний степ

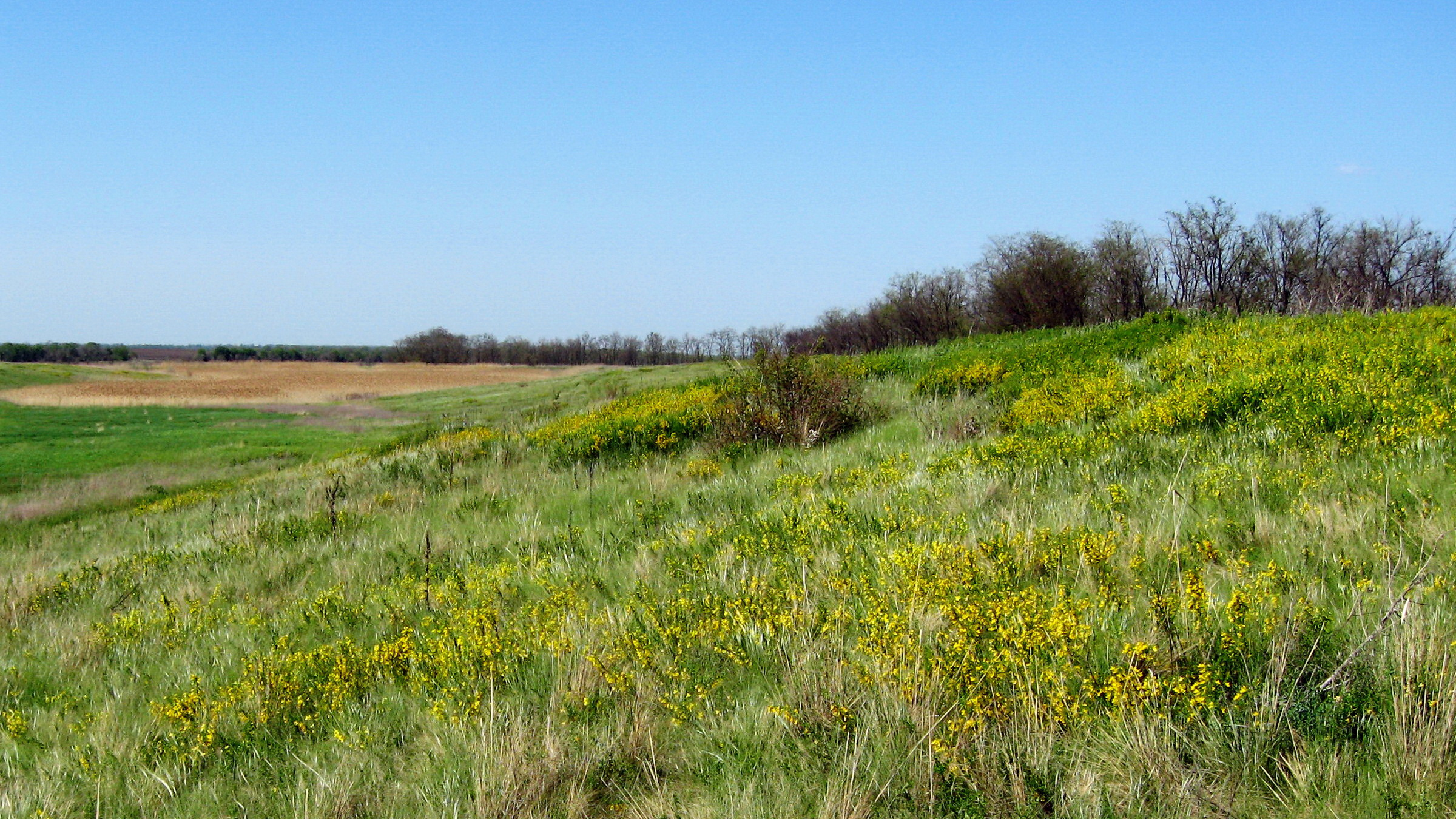
Чагарниковий степ (формація карагани кущової)

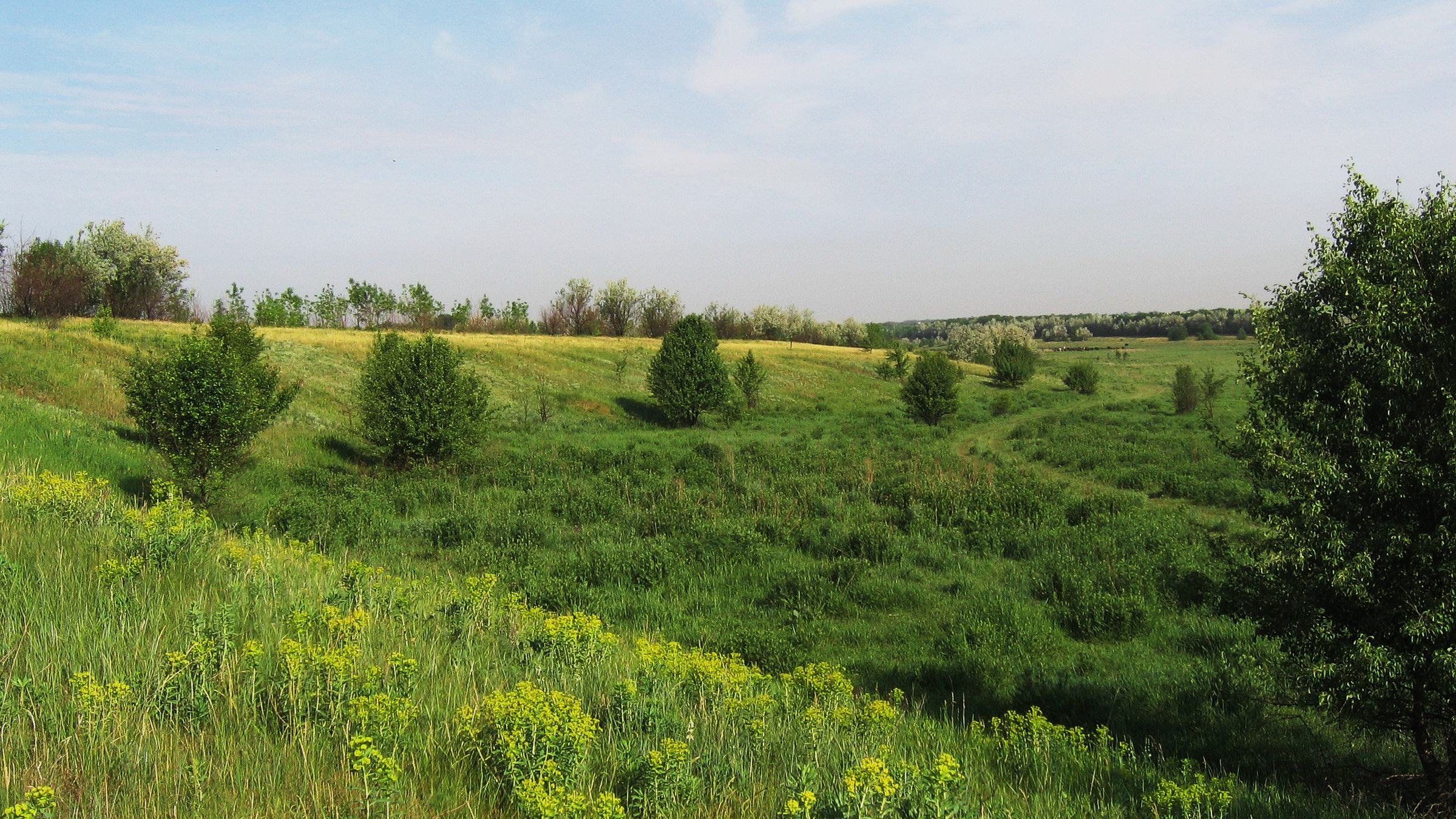
Заплавна лука

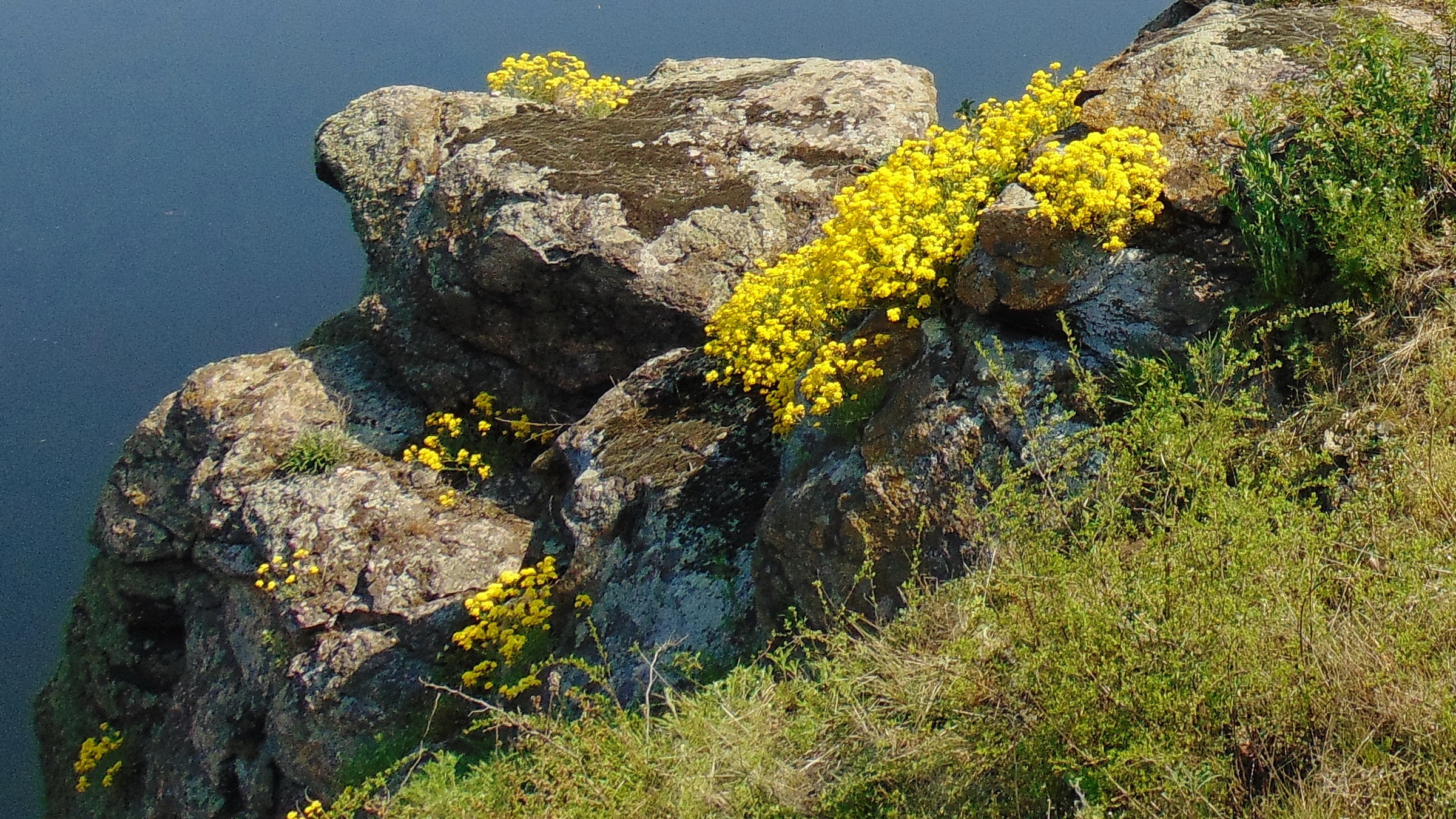
Рослинність кам'янистих відслонень

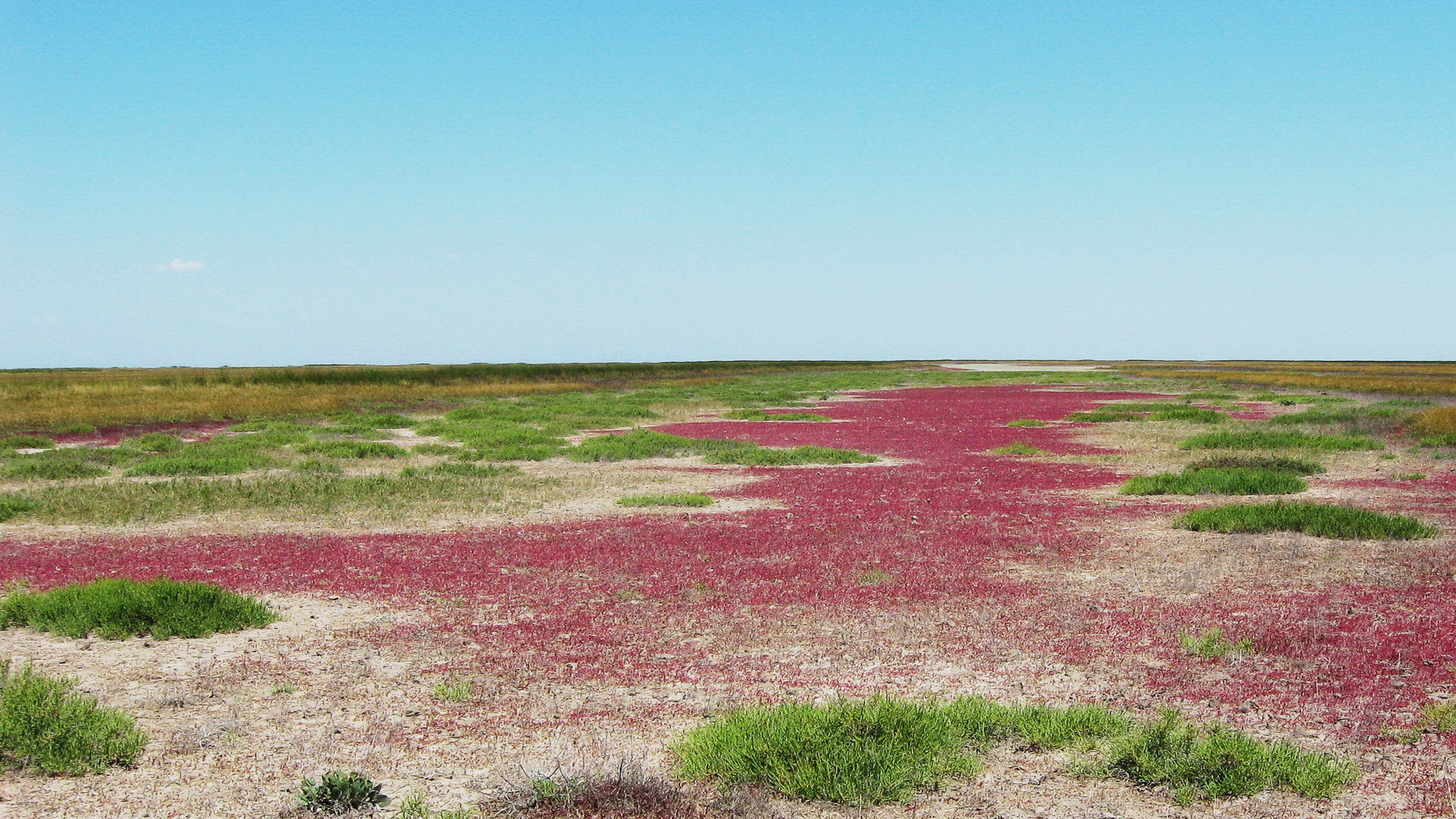
Солончак. Острів Джарилгач

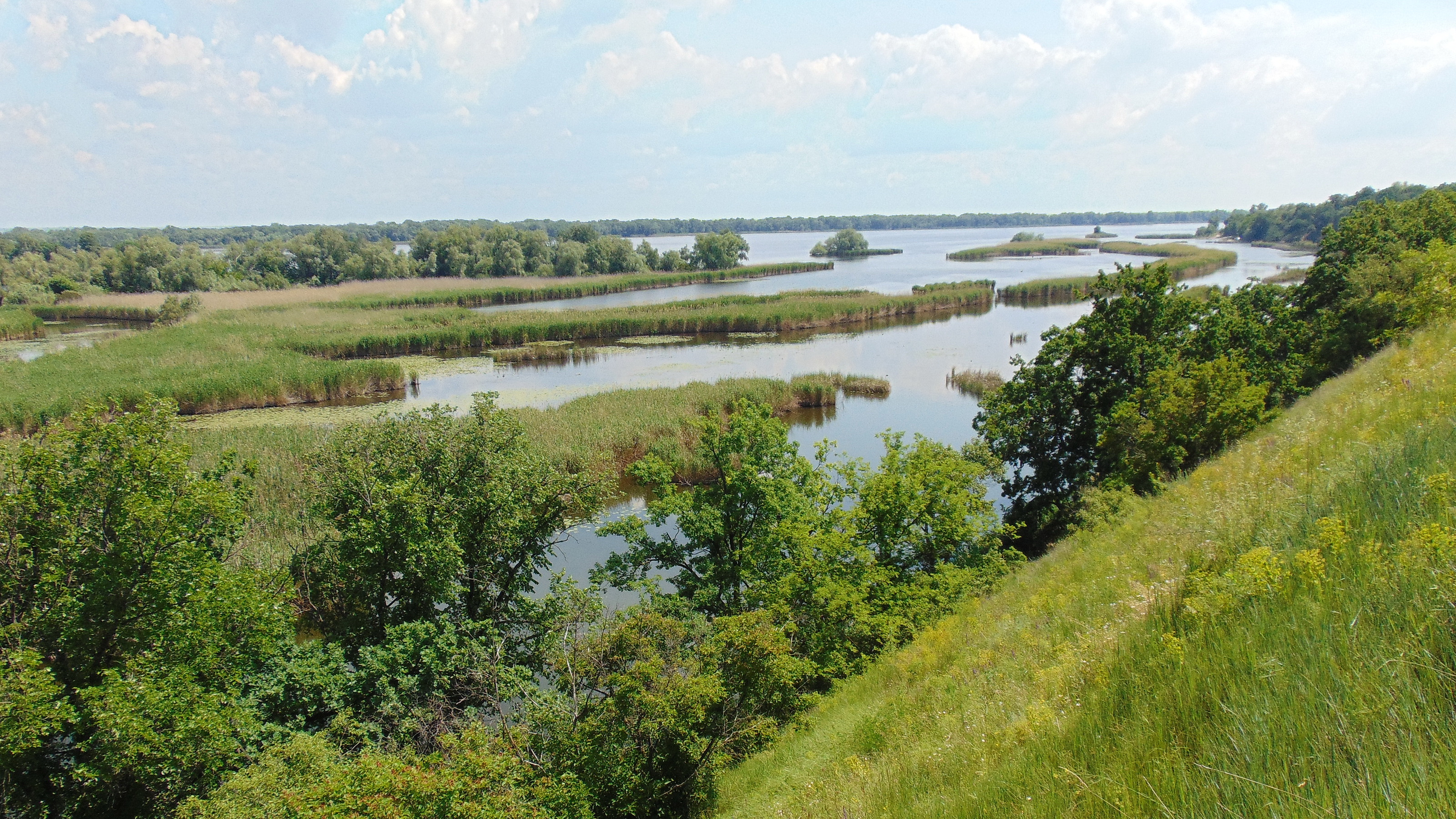
Дніпровські плавні

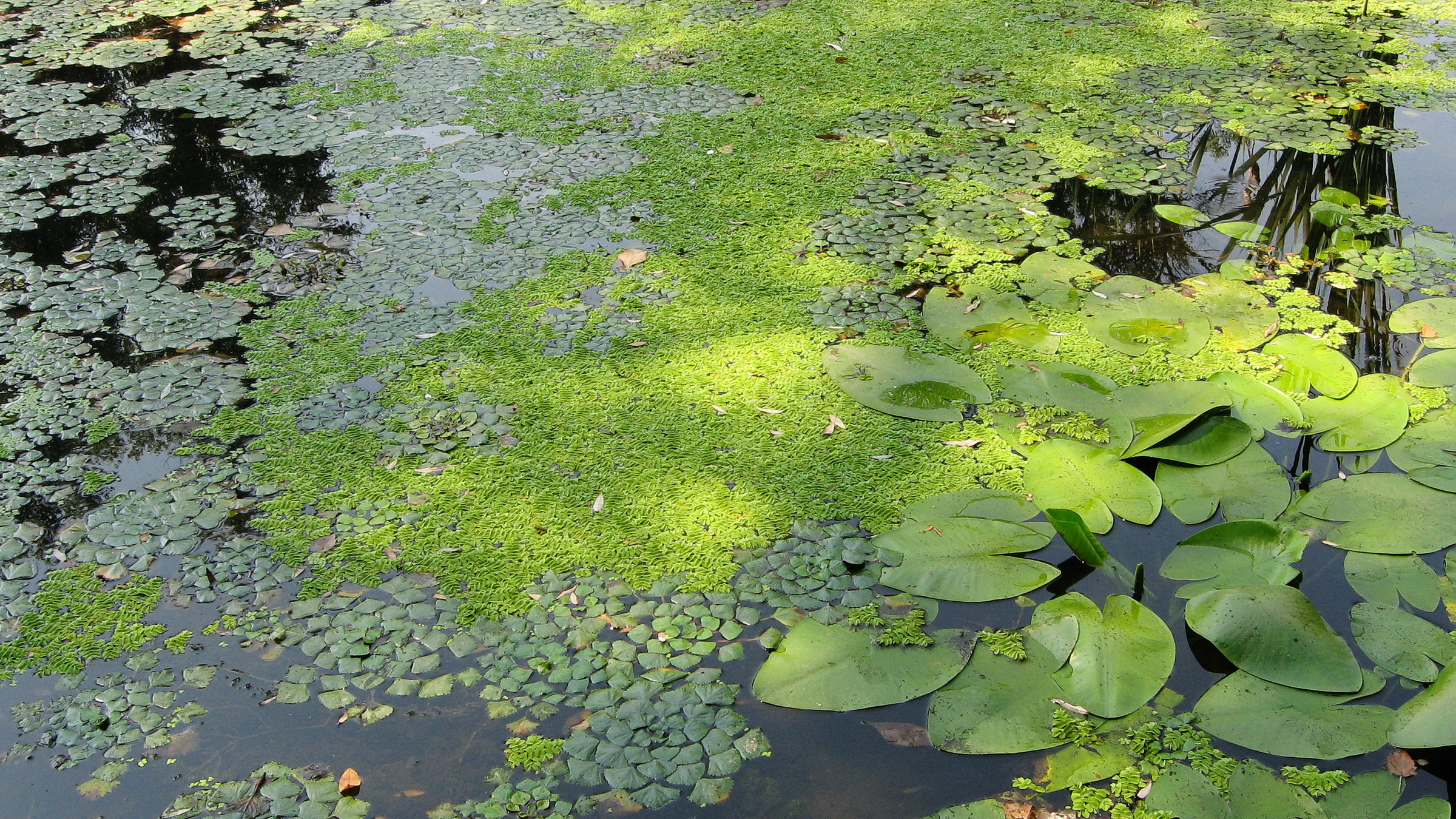
Плаваюча прикріплена і вільноплаваюча водна рослинність

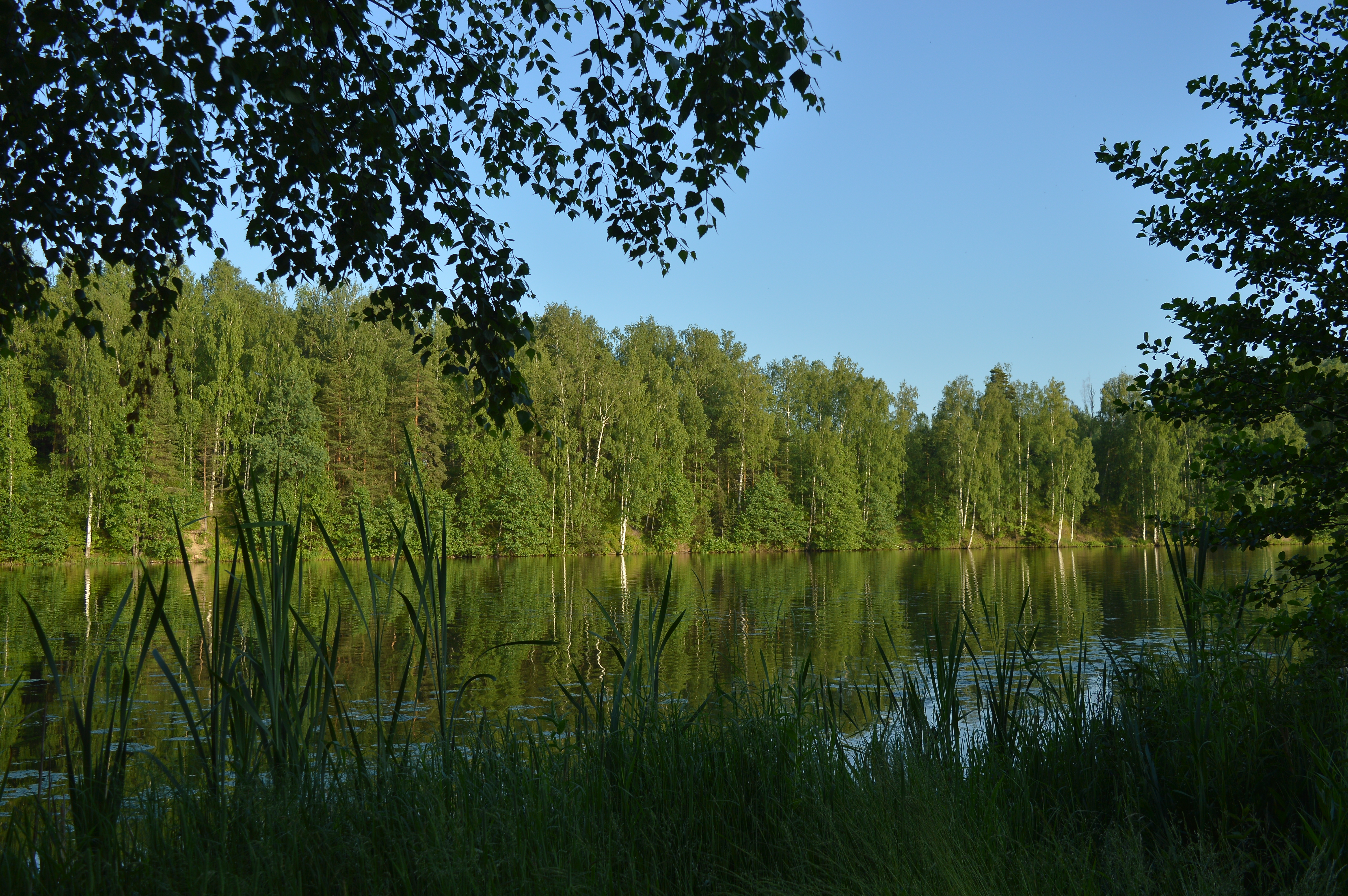
Рослинність річкової заплави

Росли́нність (лат. vegetatio, ōnis f) — сукупність рослинних угруповань (фітоценозів) Землі або її окремих регіонів. 
Рослинність вивчає наука біологічного циклу — геоботаніка (фітоценологія). Закономірності поширення рослинних угруповань вивчають також географія рослин (фітогеографія) і біогеографія, деякі особливості функціонування рослинних угруповань — біогеоценологія та екологія рослин. Історичні зміни рослинності вивчає палеоботаніка.
Від рослинності відрізняють флору, яка являє собою сукупність систематичних одиниць рослин (видів, родів, родин і т. п.) на певній території (акваторії).

## Класифікація рослинності
Класифікацію рослинності будують на еколого-морфологічних, фітоценологічних, біогеографічних, історичних та інших принципах.
За життєвими формами рослинність поділяють в основному на деревну, чагарникову і трав'янисту рослинність. Дерева і чагарники складають основу деревно-чагарникової або лісової рослинності. Трав'яниста рослинність характерна для степів, лук, боліт і водойм. 
Під впливом окремих екологічних чинників формується специфічна рослинність, яка може нести як зональні, так і азональні риси. В залежності від умов зволоження місць зростання розрізняють ксерофітну, мезофітну, гігрофітну і гідрофітну рослинність. На кам'янистих відслоненнях та щебенистих ґрунтах формується комплексна петрофітна рослинність, на пісках — псамофітна рослинність, в засолених місцях — галофітна рослинність.
За походженням розрізняють природну та антропогенну рослинність. Природну рослинність поділяють на первинну (корінну) та вторинну (похідну). Вторинна природна рослинність формується на місці корінної в результаті природних катастроф (виверження вулканів, землетруси, пожежі, зсуви, повені та ін.), а також певної діяльності людини (вирубка лісів, пожежі, меліорація, надмірний випас худоби та ін.). Антропогенна рослинність виникає в результаті цілеспрямованої господарської діяльності: 1) сільськогосподарська і сегетальна (поля, сади, городи); 2) штучнолісова (лісонасадження на місці рубок, лісопарки, захисні лісонасадження); 3) селітебна (зелені насадження населених пунктів) та ін. На місці порушених природних ландшафтів може формуватись синантропна і рудеральна антропогенна рослинність. 
За ландшафтно-географічним принципом рослинність традиційно поділяють на:
- зональну — рослинність, яка утворює окрему природну фізико-географічну зону (широколистянолісова, степова);
- екстразональну — зональна рослинність, поширена за межами своєї природної зони  (широколистяні ліси в Степовій зоні);
- азональну або інтразональну — рослинність, яка не утворює окремої природної зони і зустрічається у кількох зонах (лучна, болотна, водна, наскельна та ін.).

У межах кожної природної зони азональна та екстразональна рослинність має свої специфічні риси, наприклад, байрачні діброви, приморські луки та солончакові болота в Степовій зоні України. 
Рослинність інтразональних ландшафтів (долин річок, морських узбережь, солончаків, останців та ін.), як правило, має комплексний характер і включає кілька мікроугруповань з різних типів рослинності.
Сучасна природна рослинність сформувалась в результаті історичної взаємодії кліматичних, геолого-геоморфологічних, ґрунтових та біологічних чинників і складає основу класифікації біомів Землі — угруповань живих організмів у межах великих фізико-географічних регіонів. На рівнинних територіях вони закономірно змінюються від екватора до полюсів, утворюючи широтний ряд з основних типів біомів:
- вологі екваторіальні і тропічні ліси;
- тропічні сезонні ліси, рідколісся й колючі чагарники;
- пустелі;
- саванни;
- субтропічні ліси і чагарники;
- степи, прерії та їхні аналоги в південній півкулі;
- широколистяні ліси помірної зони;
- бореальні хвойні ліси помірного і субполярного поясів;
- тундри та їхні аналоги в південній півкулі.

Широтним фізико-географічним поясам і зонам на рівнинах у горах відповідають висотні пояси з відповідними біомами і типами рослинності. 
Рослинність у межах кожного типу біомів поділяється на більш дрібні геоботанічні класифікаційні одиниці: типи рослинності — класи формацій — групи формацій — формації — групи асоціацій — асоціації. 

## РослинністьУкраїни

### Загальний огляд
У межах України представлена рослинність з чотирьох типів біомів: бореальні хвойні ліси, широколистяні ліси, степи, субтропічні ліси і чагарники.  
Бореальні хвойні ліси не утворюють на території України самостійної природної зони і зустрічаються разом із широколистяними лісами в зоні змішаних лісів та у горах. На південний захід від останньої широколистяні ліси утворюють самостійну природну зону, таким чином стаючи там зональним типом рослинності. 
До зонального типу рослинності можна віднести також степову рослинність, яка утворює самостійну природну зону — Степ. Лучні степи — підтип степової рослинності — разом із широколистяними лісами утворюють лісостепову природну зону. У Степу і Лісостепу широколистяні ліси зростають переважно у долинах річок (заплавні ліси) і по балках (байрачні ліси); на піщаних річкових терасах зустрічаються соснові ліси. У межах степової зони виділяють три зональні підтипи рослинності: різнотравно-типчаково-ковиловий, типчаково-ковиловий і полиново-злаковий степи.
Субтропічні ліси і чагарники утворюють окремий висотний (гірський) пояс рослинності на Південному узбережжі Криму.
Лучна рослинність на території України представлена суходільними і заплавними луками, які мають переважно вторинне походження. Суходільні луки в лісових природних зонах зустрічаються як серед рівнинних так і ерозійних (балки) ландшафтів, у степовій і лісостеповій зонах — тільки по балках (на місці зведених байрачних лісів). У заплавах річок у залежності від рельєфу та умов зволоження формуються сухі, справжні і заболочені заплавні луки з відповідними ґрунтами і рослинністю. Як окремі підтипи галофітної рослинності можна виділити також надзаплавні луки, подові луки і приморські солонцюваті луки.
У залежності від водно-мінерального живлення болота поділяють на верхові (оліготорофні), перехідні (мезотрофні) і низинні (евтрофні). Основу болотної рослинності  складають угруповання гігрофітних трав'янистих рослин, мохів та чагарничків. Верхові болота поширені в зоні змішаних лісів на понижених рівнинних ділянках і вкриті переважно сфагновими мохами та чагарничками; у них відбувається процес активного торфоутворення. Низинні болота формуються переважно на перезволожених ділянках річкових долин і вкриті болотною трав'янистою рослинністю, тому їх ще називають трав'яними болотами. Болотна рослинність часто розвивається на мілководдях озер, у тому числі приморських, а також слабопроточних ділянках річок, особливо в пониззях і гирлах . У посушливих умовах Південної України на заболочених ділянках водойм розвивається солонцювато-солончаково-болотна рослинність.
Рослинність кам'янистих відслонень у всіх природних зонах є інтразональною і формується в місцях виходу кристалічних порід на денну поверхню. За своїм характером ця рослинність є комплексною. До її складу входять невеликі за площею мікроугруповання з лишайників, нижчих і вищих рослин різних життєвих форм та екоморф, переважно  петрофітів, ксерофітів і сукулентів.
Солончакова рослинність поширена переважно в степовій зоні й розвивається на солончаках і солонцювато-солончакових ґрунтах. Основу солончакових рослинних угруповань складають галофіти, ксерофіти і сукуленти. Значні площі цей тип рослинності займає в приморській смузі, у тому числі на піщано-ракушнякових косах і островах.
Водну рослинність можна розділити на два типи: 1) прісноводна рослинність; 2) приморська літоральна рослинність. Основу прісноводної рослинності складають три групи життєвих форм водних рослин, які утворюють відповідні підтипи рослинності: 1) плаваюча (з плаваючими листками) прикріплена (до дна або іншого субстрату); 2) вільноплаваюча; 3) занурена.
Приморська літоральна рослинність розвивається в прибережній мілководній смузі морів, складається переважно із прикріплених до ґрунту бурих, червоних і зелених водоростей та морських вищих рослин.

### Геоботанічнерайонування
Завданням геоботанічного районування країни є виділення геоботанічних територіальних одиниць різного рангу (областей — провінцій — підпровінцій — смуг — округів — районів) та встановлення їхніх меж.
Геоботанічні області виділяються за переважаючими плакорними зональними типами рослинності; гірські геоботанічні області виділяють за своєрідним поєднанням рослинних поясів. Провінції виділяють за складом плакорних формацій, підпровінції — за складом субдомінантних видів плакорних формацій, смуги — за підзональними відмінностями (в степовій зоні), округи — за певним співвідношенням формацій, райони — за просторовим поєднанням асоціацій та груп асоціацій.  
Схема геоботанічного районування України:
- Європейська широколистянолісова область:
  - Центральноєвропейська провінція:
    - Східнокарпатська гірська підпровінція;
    - Балтійська підпровінція;

  - Східноєвропейська провінція:
    - Західноукраїнська підпровінція;
    - Подільсько-Бессарабська підпровінція;
    - Поліська підпровінція;
    - Середньоросійська підпровінція;
- Європейсько-Сибірська лісостепова область:
  - Східноєвропейська провінція:
    - Подільсько-Середньопридніпровська підпровінція;
    - Лівобережно-Придніпровська підпровінція;
    - Середньоруська лісостепова підпровінція;
- Європейська-Азійська степова область:
  - Причорноморська (понтична) степова провінція:
    - Приазовсько-Чорноморська підпровінція;
    - Середньодонська підпровінція;
- Середземноморська лісова область:
  - Евксинська провінція:
    - Гірськокримська підпровінція.

## Галерея

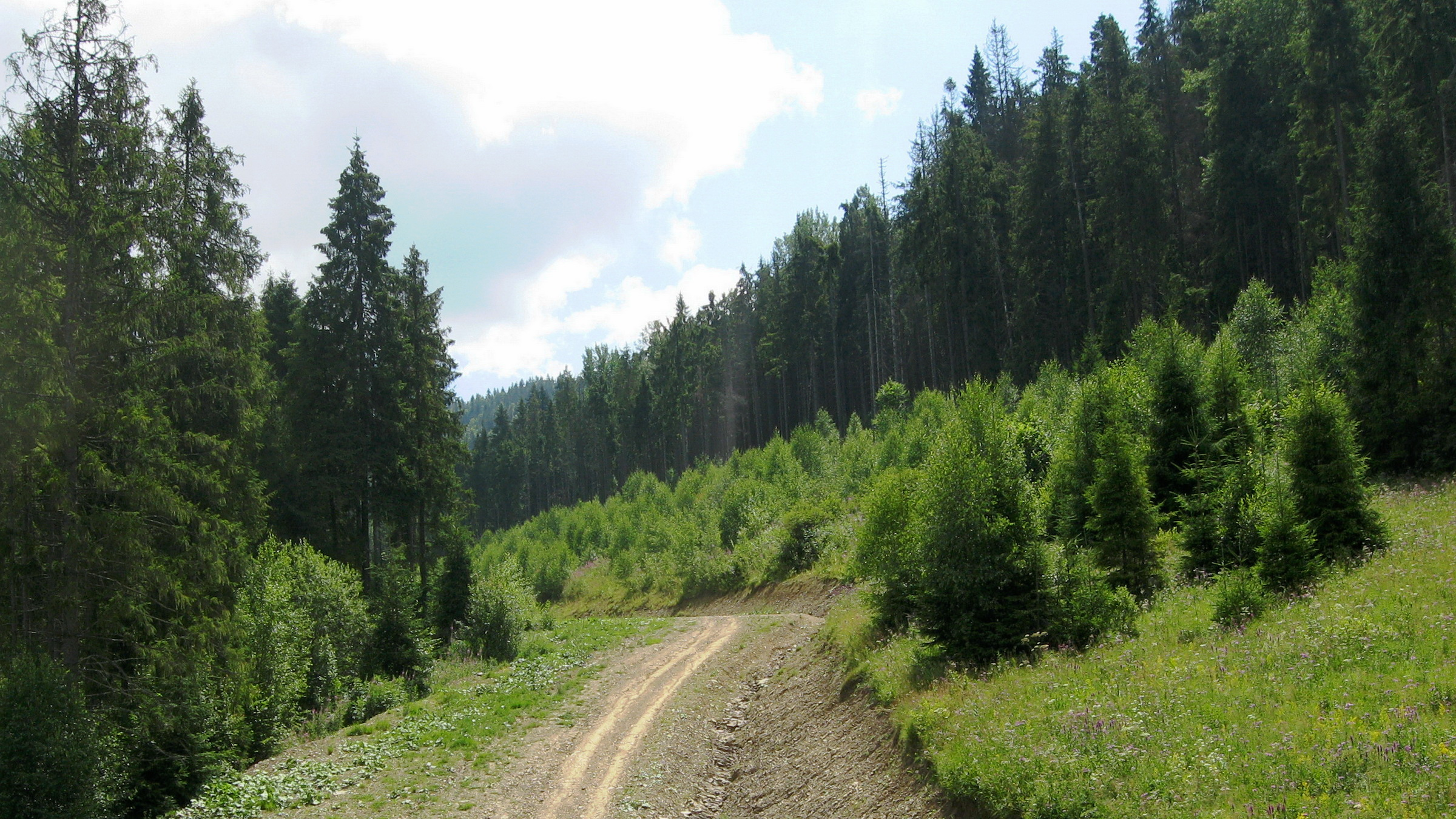
Хвойний ліс. Карпати
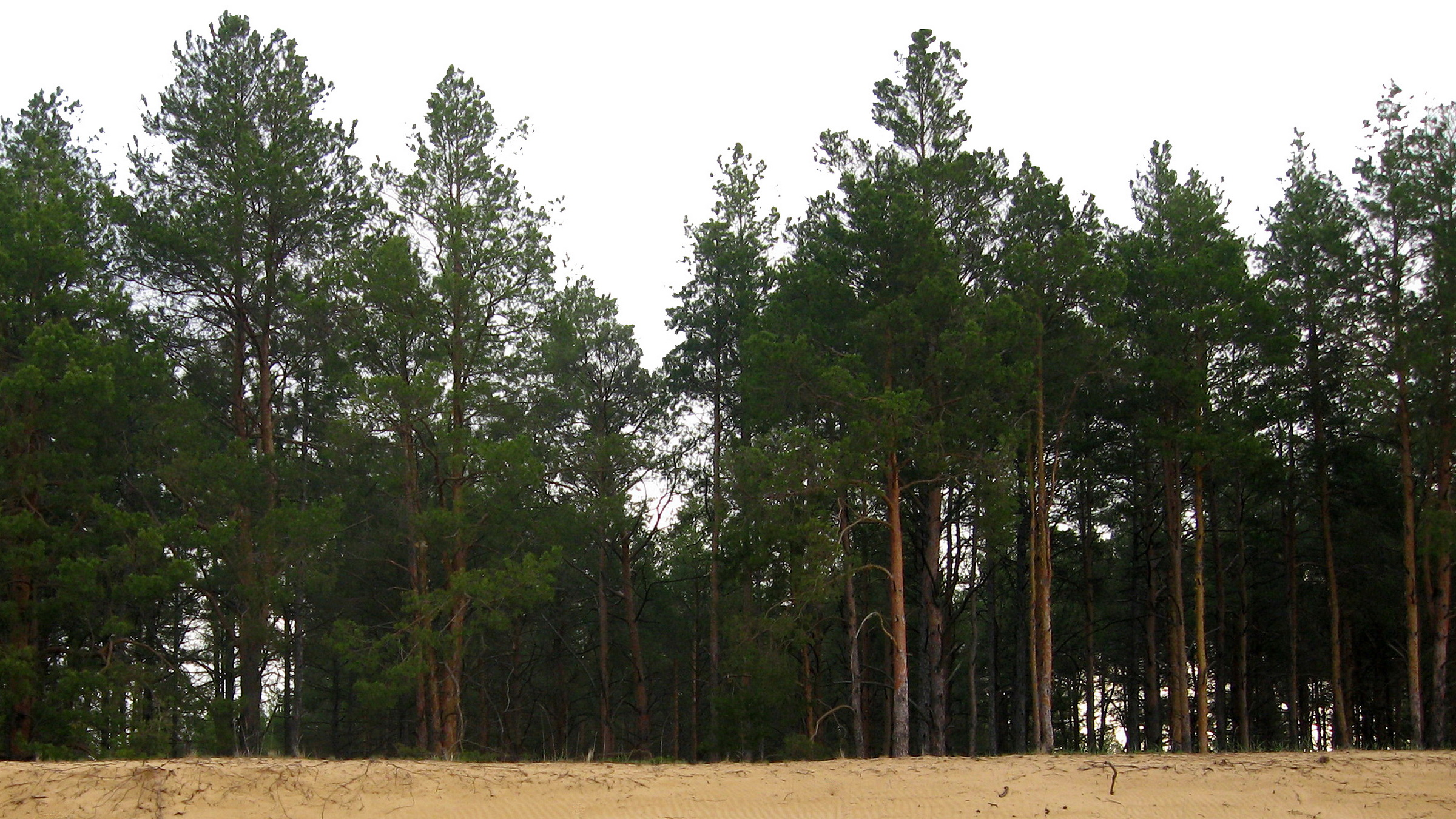
Соснові лісонасадження
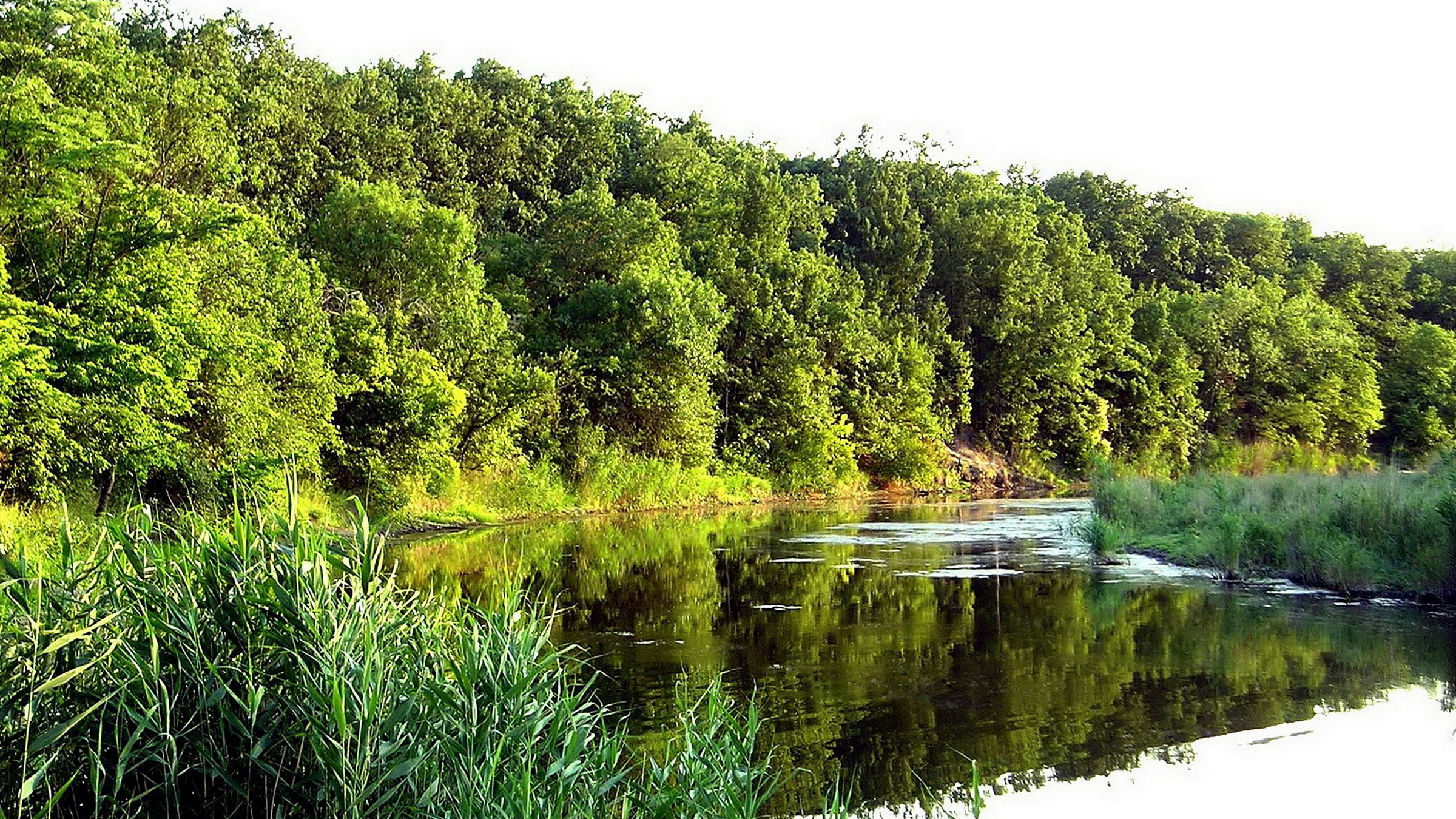
Прируслова діброва
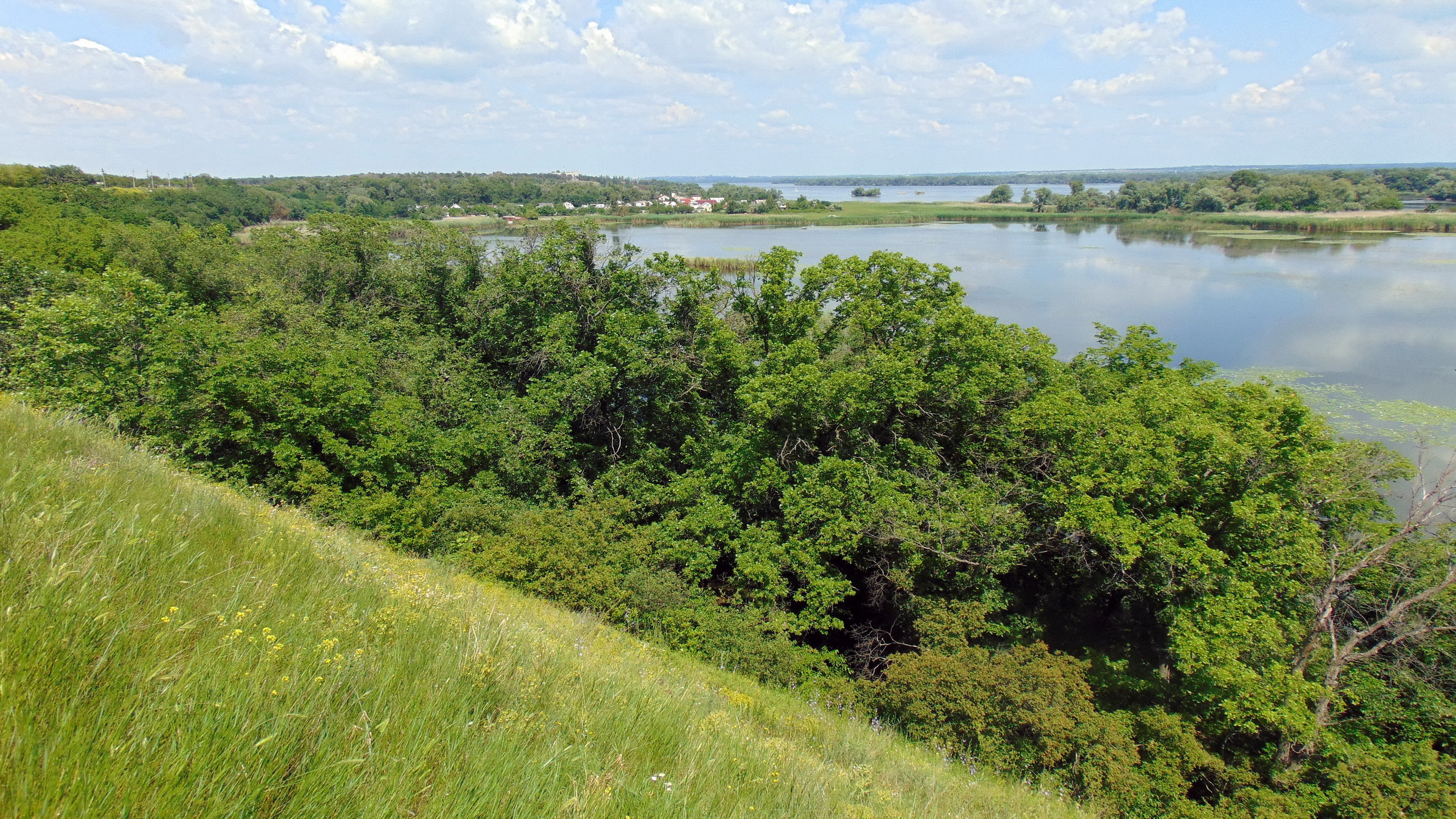
Пристінний ліс
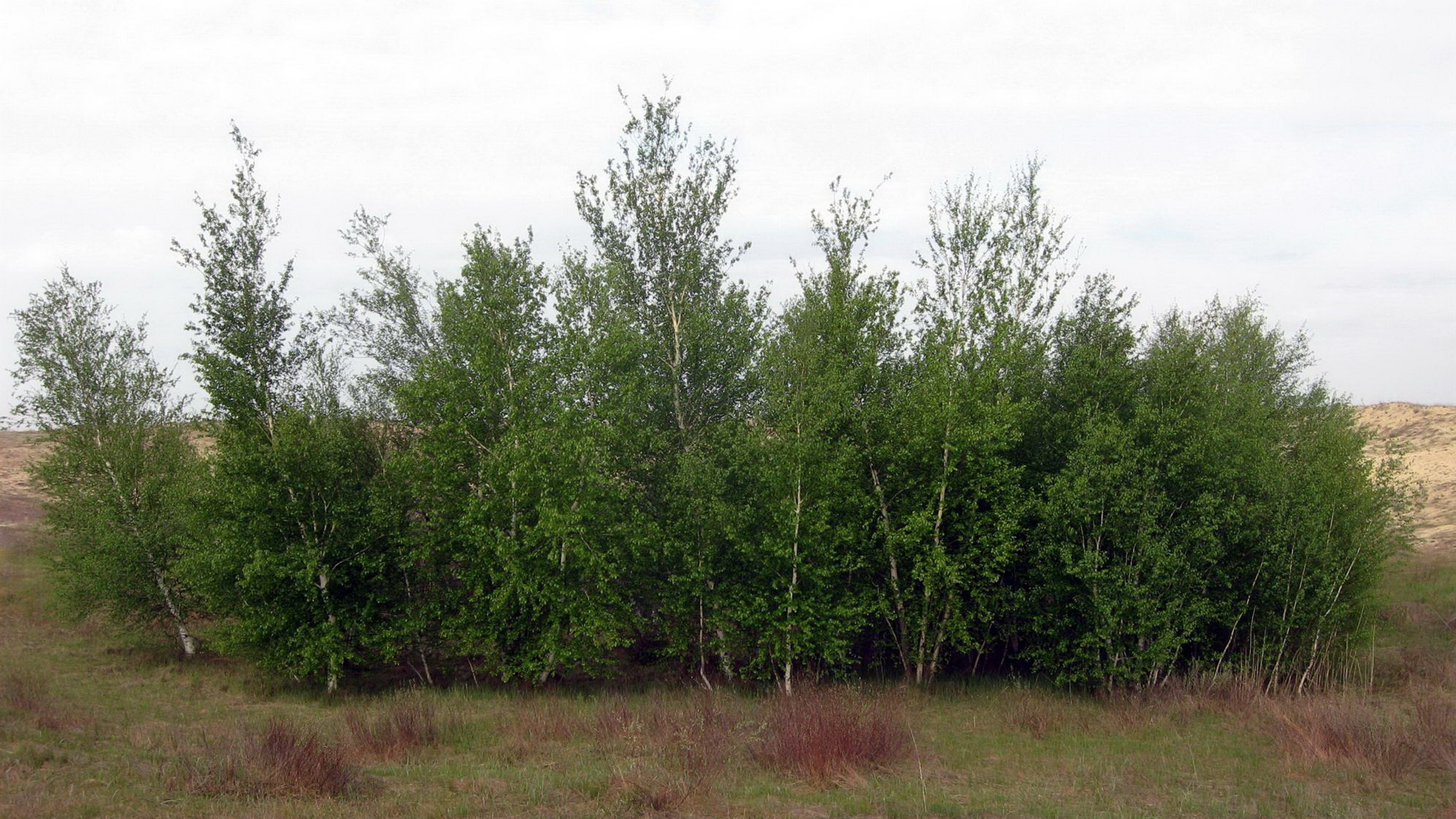
Формація берези дніпровської
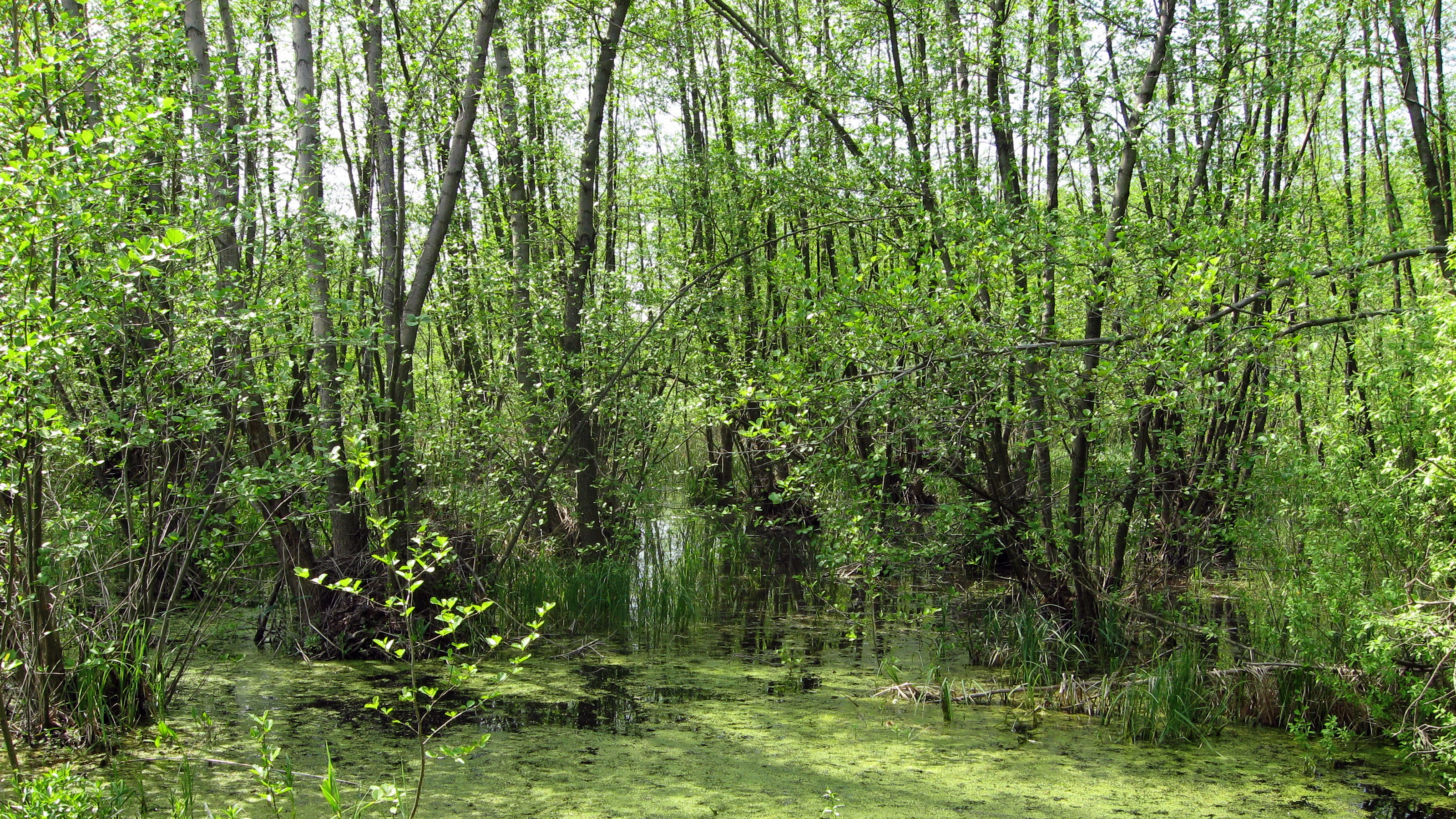
Чорновільшаник
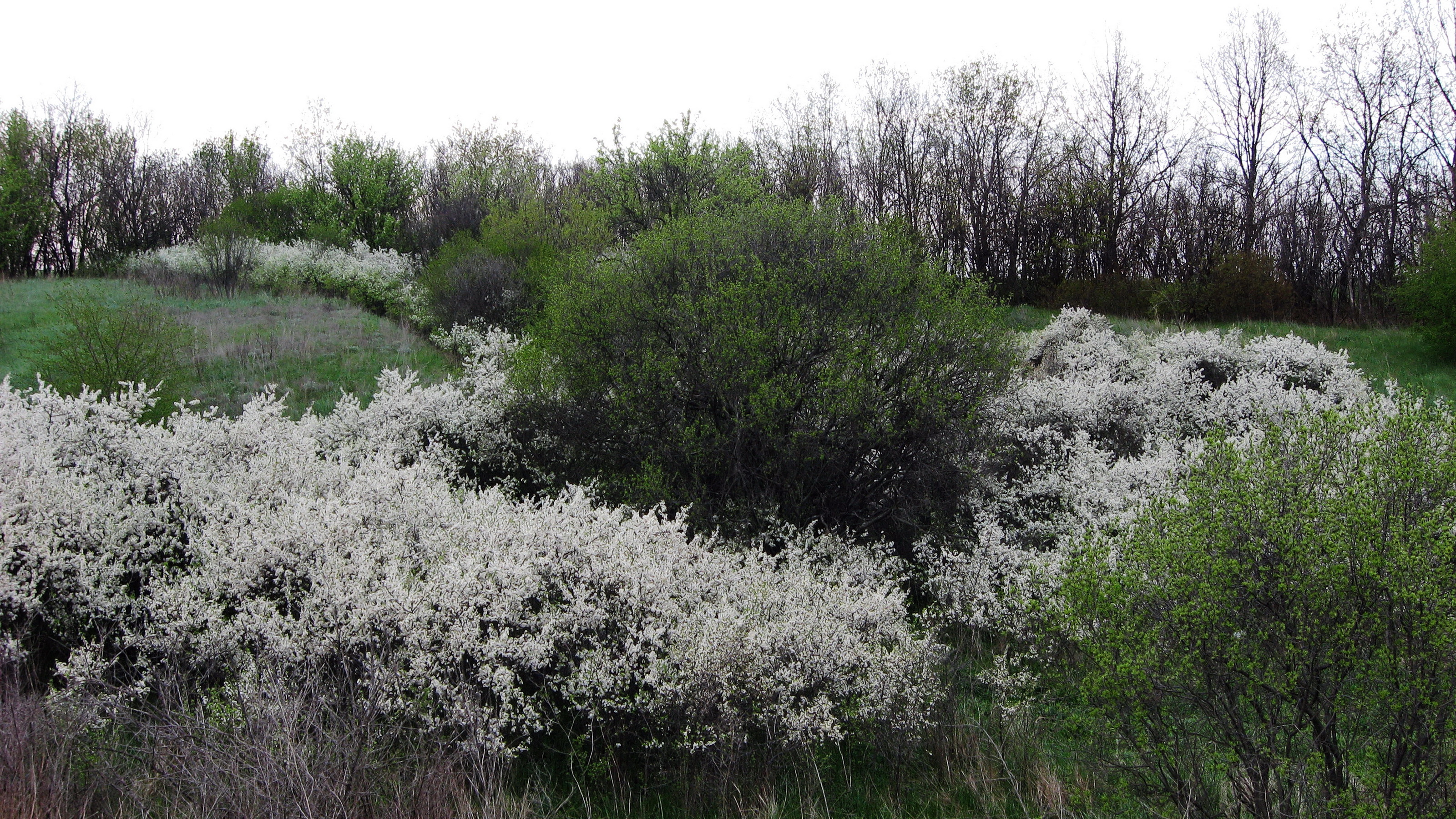
Степова балка. Терновник
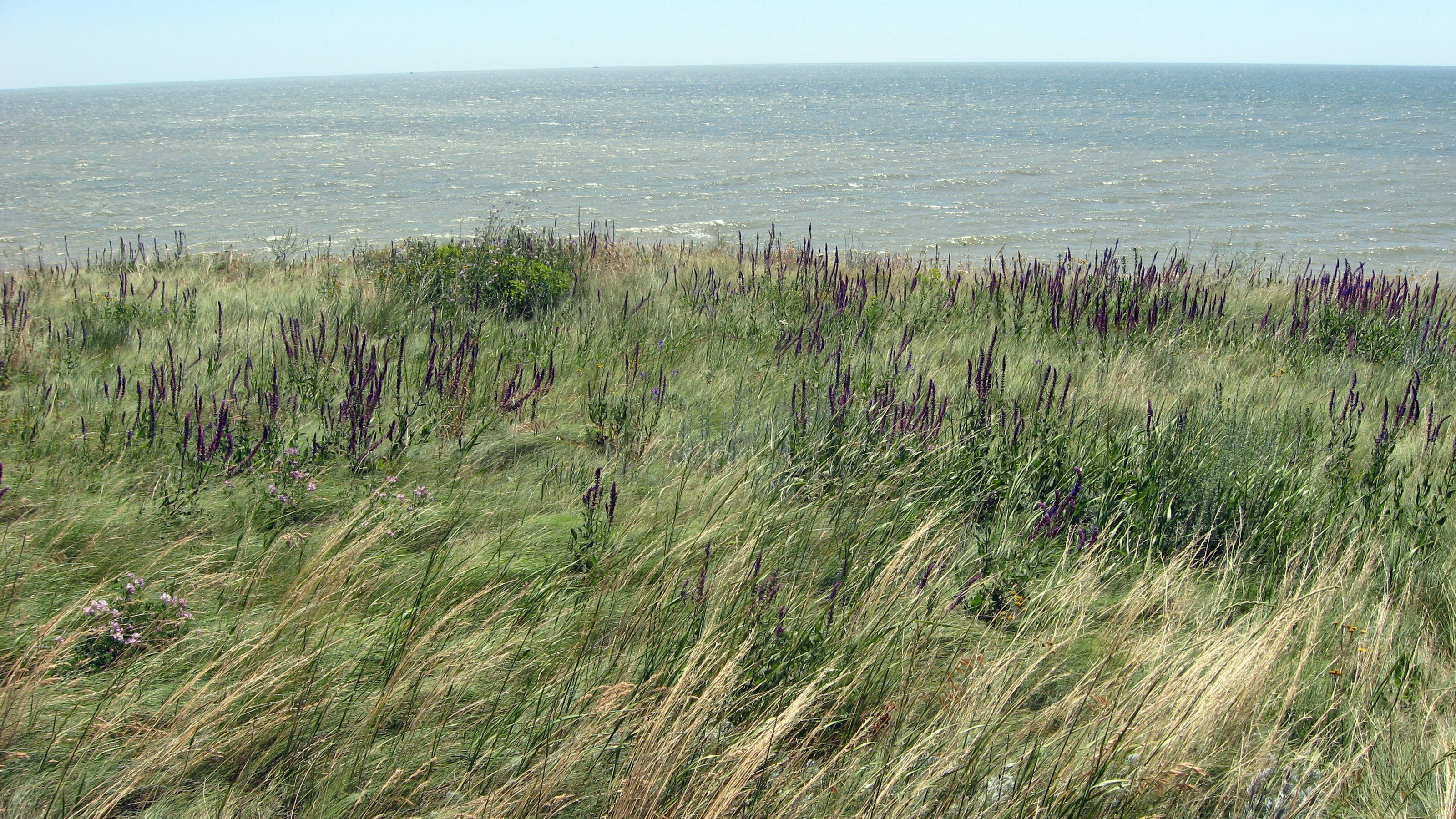
Типчаково-ковиловий степ
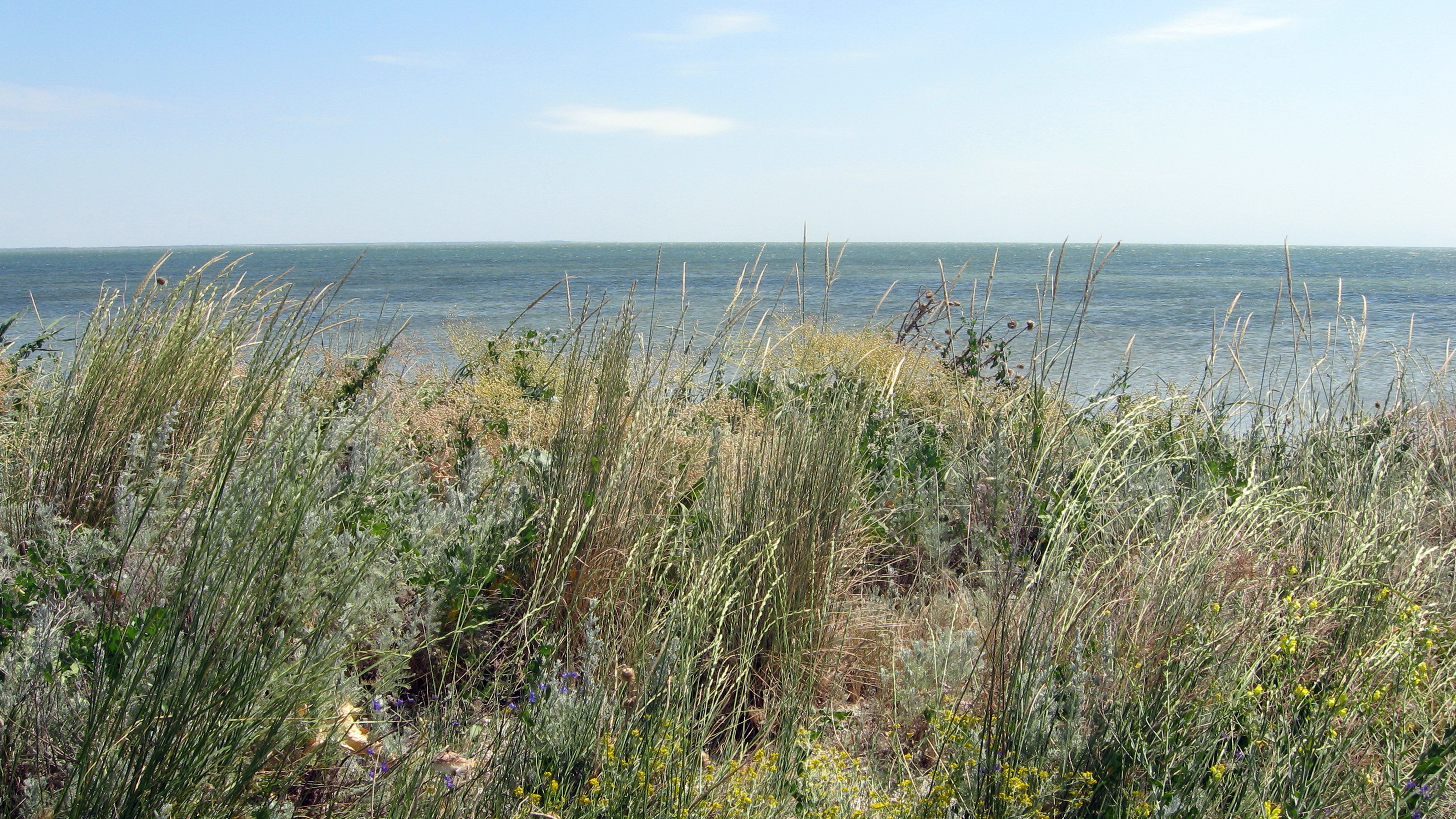
Полиново-злаковий степ
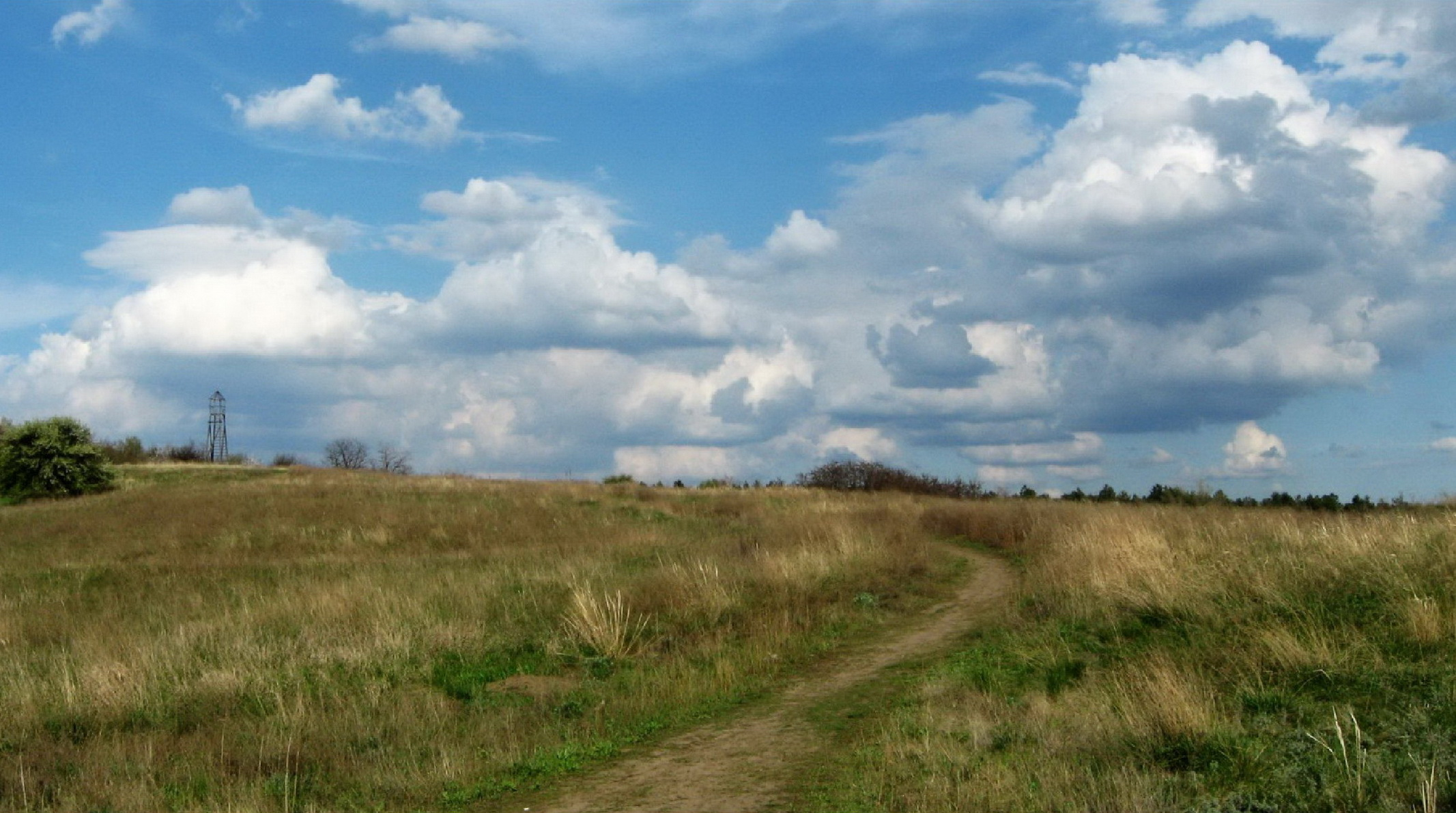
Псамофітний степ
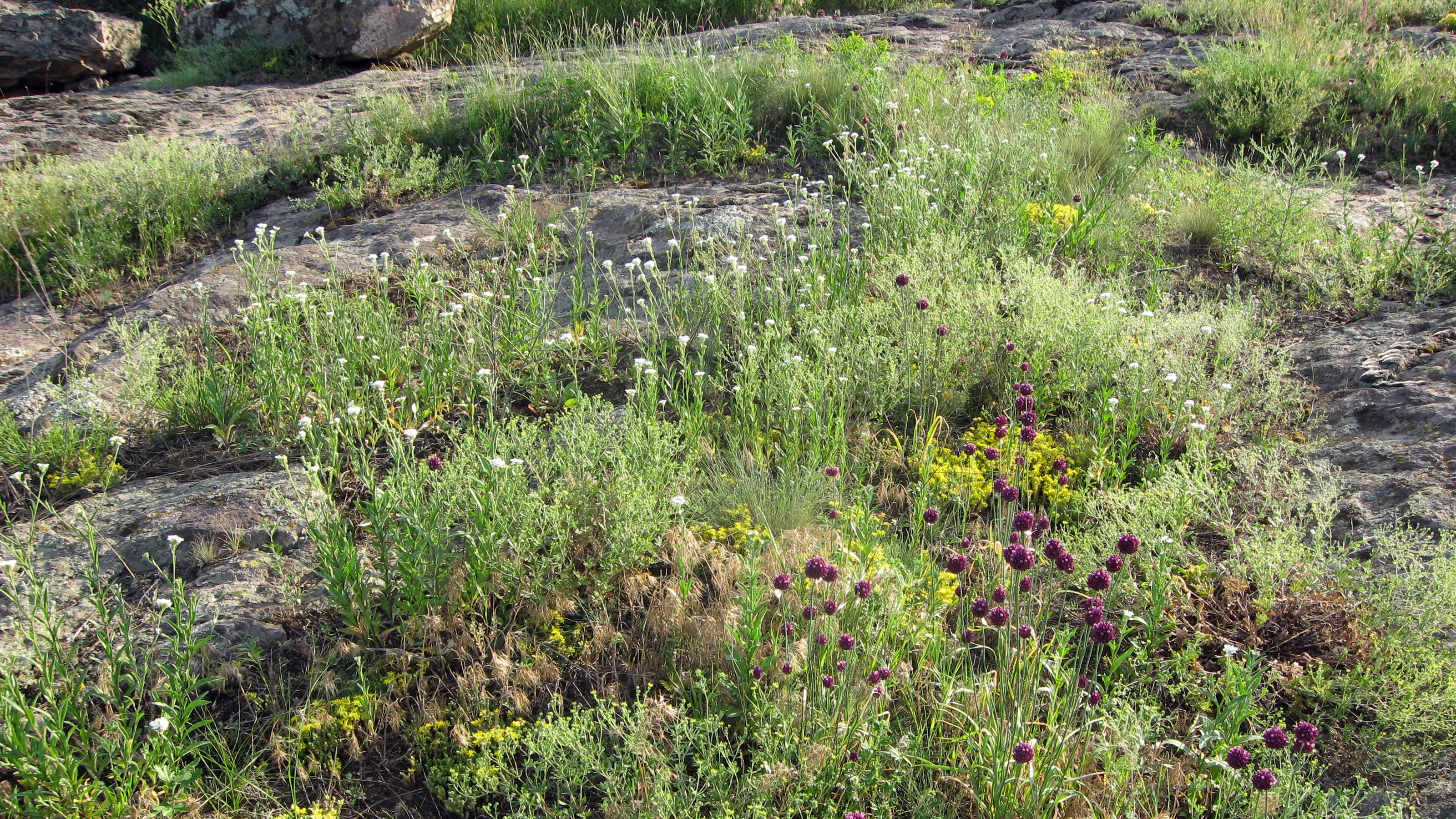
Петрофітний степ
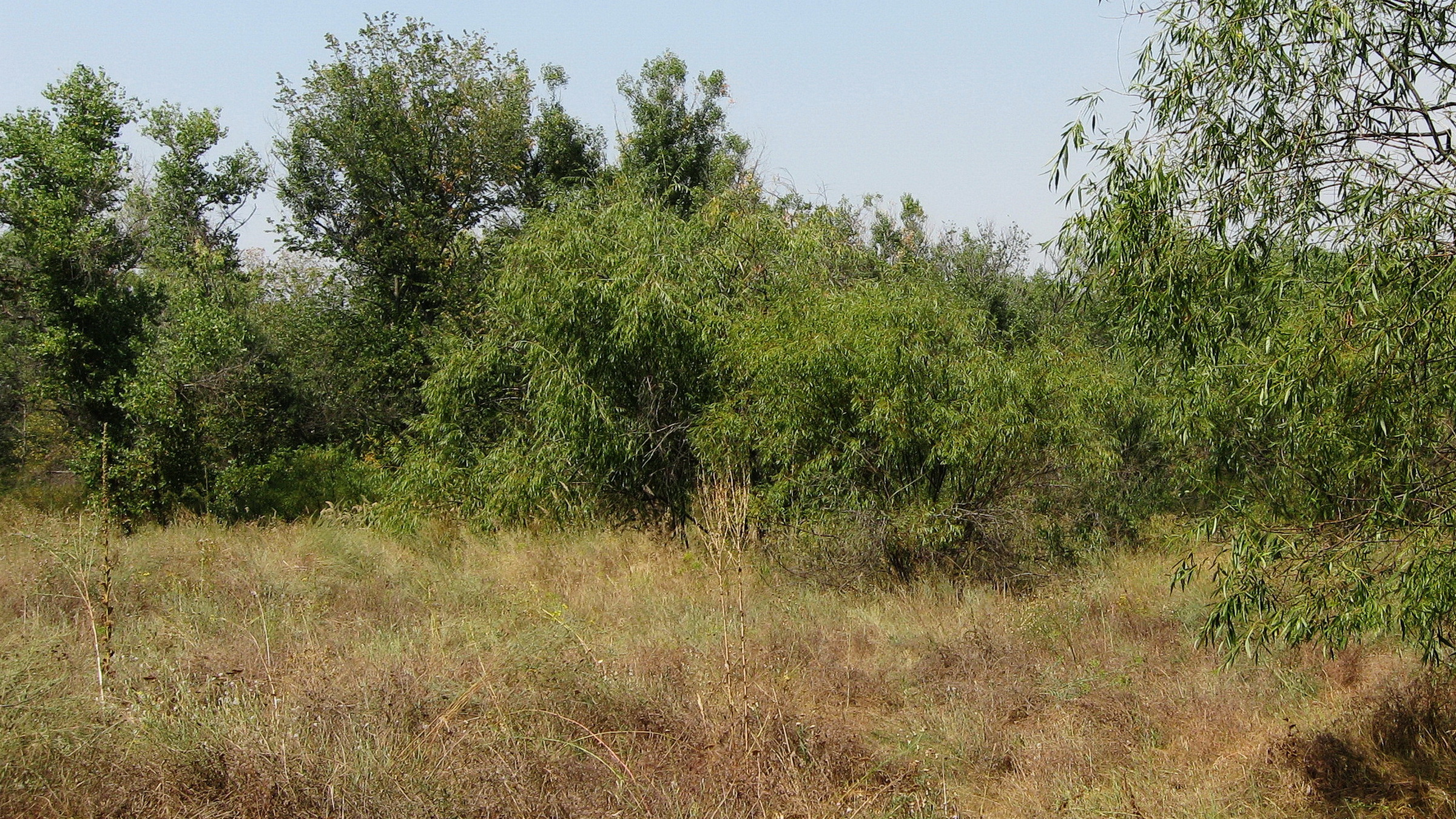
Суха заплавна лука
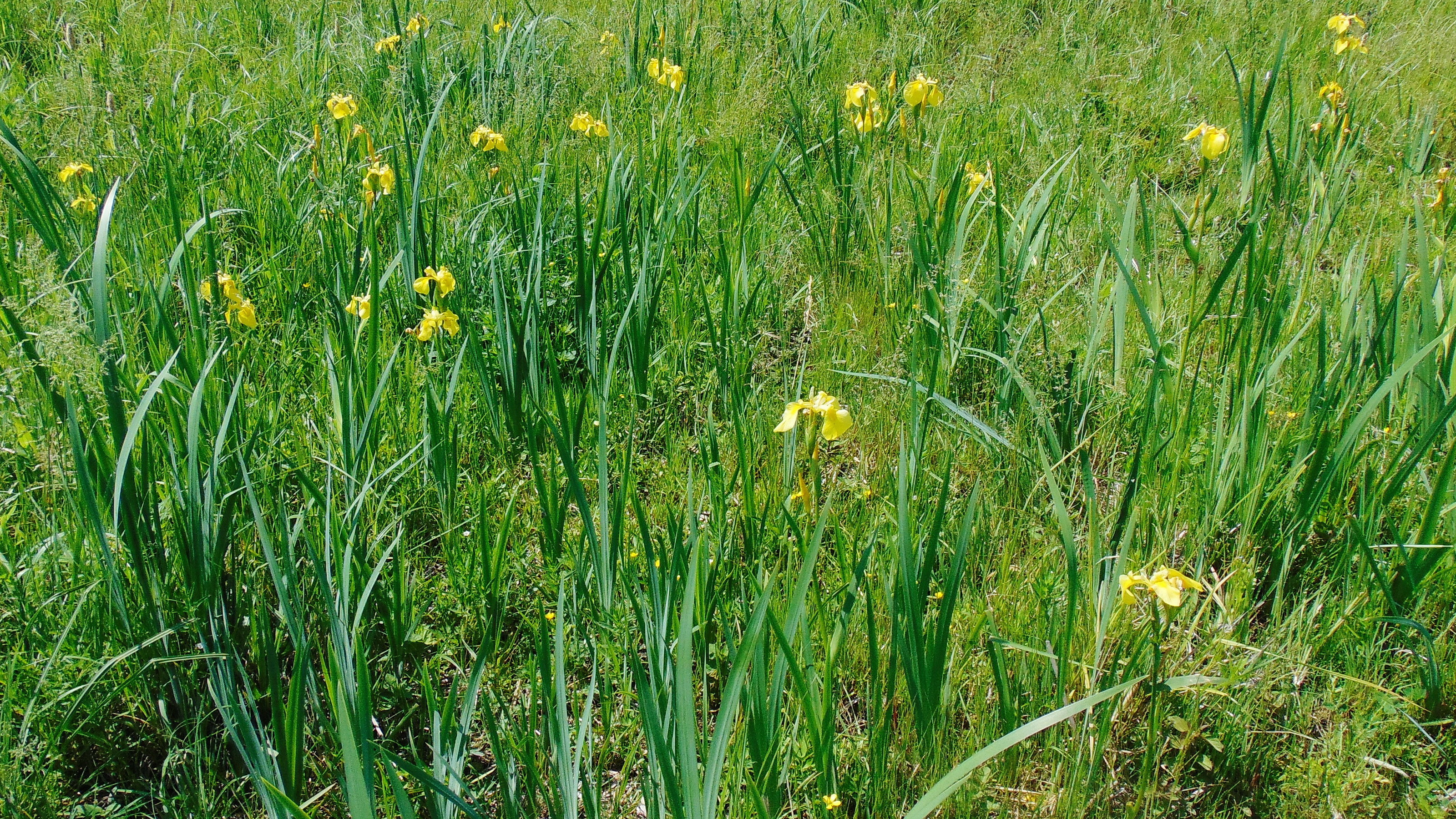
Заболочена заплавна лука
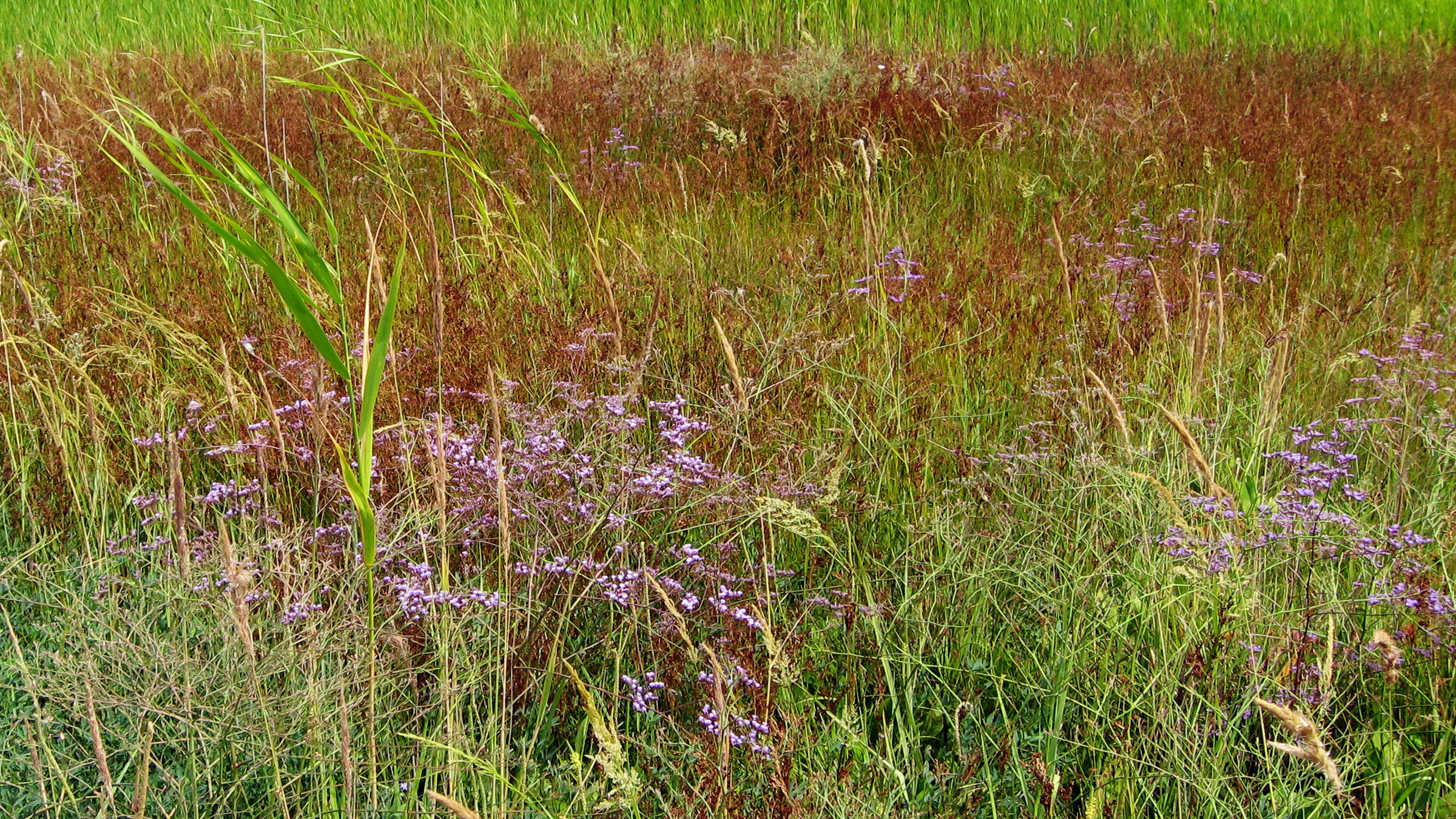
Приморська галофітна лука
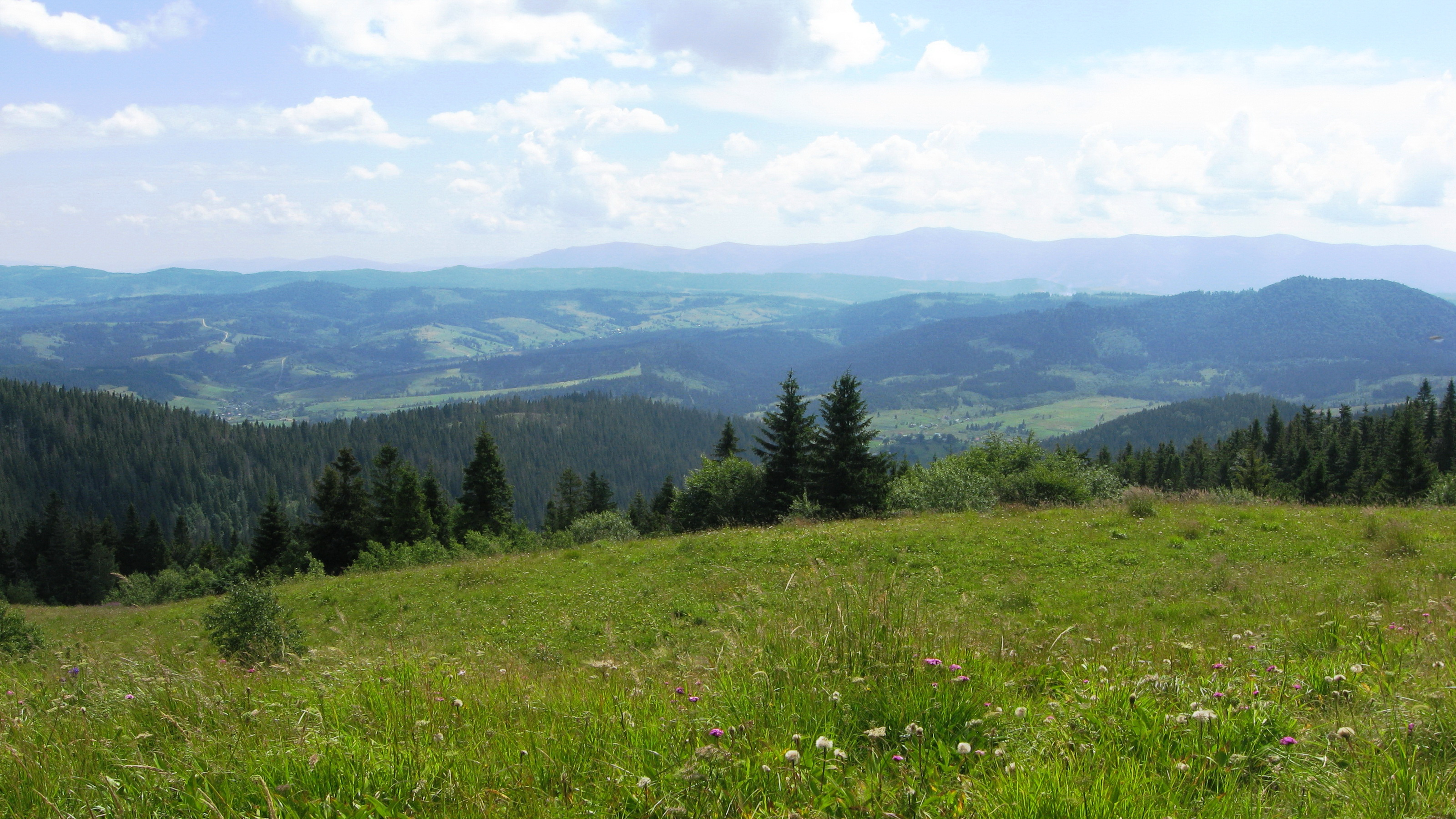
Гірська лука (полонина)
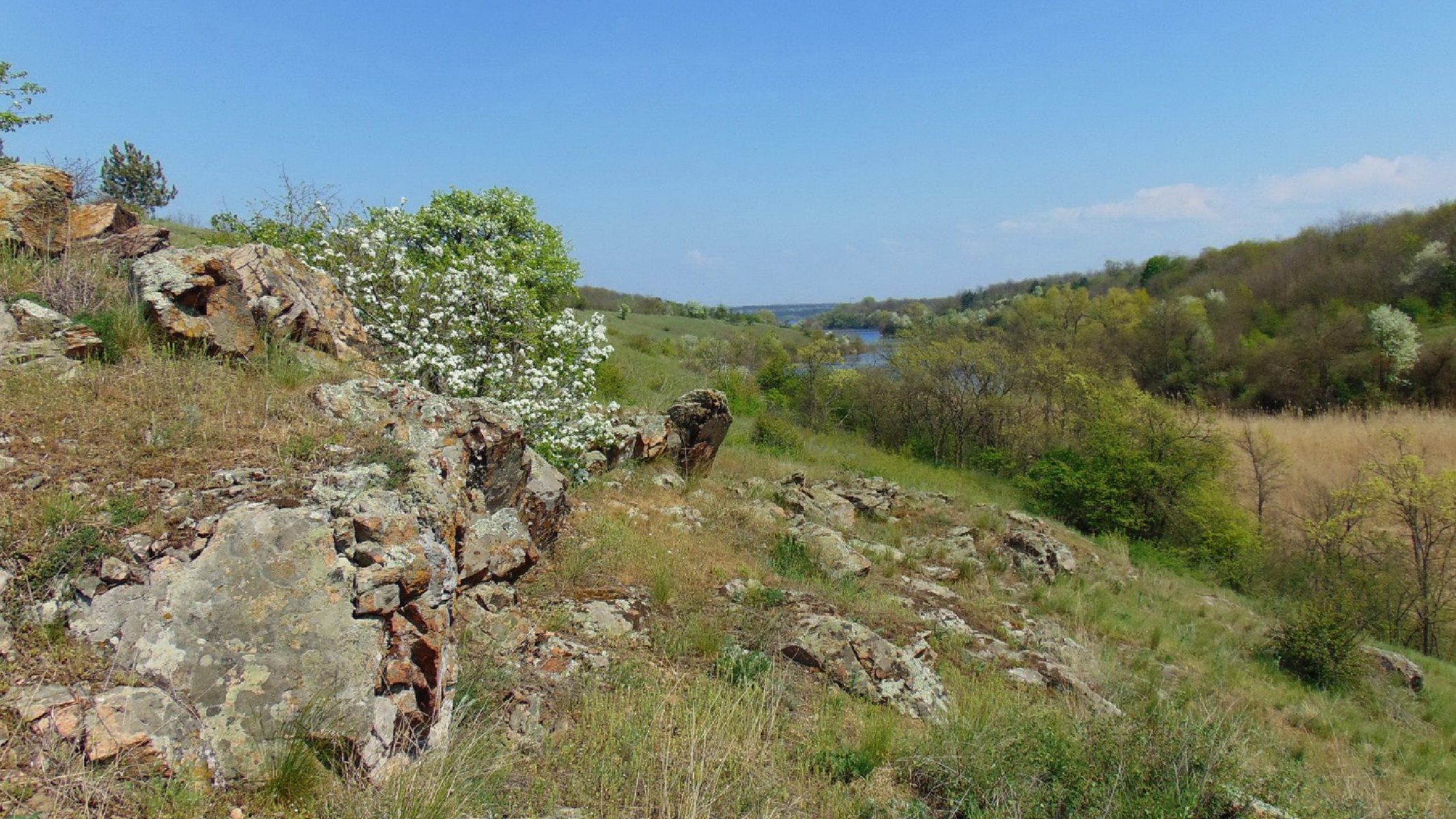
Комплексна рослинність кам'янистих відслонень
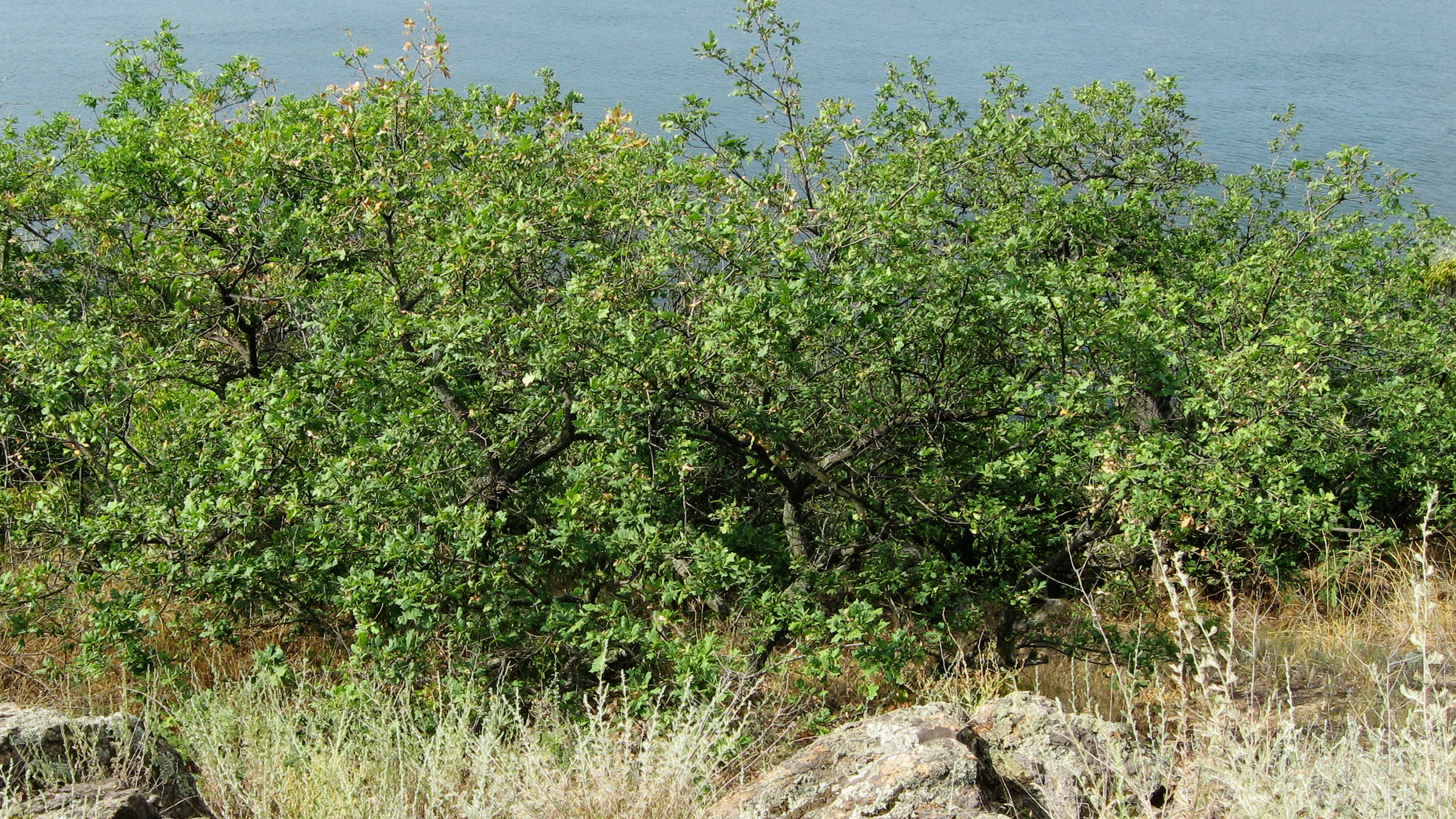
Наскельна татарськокленова діброва
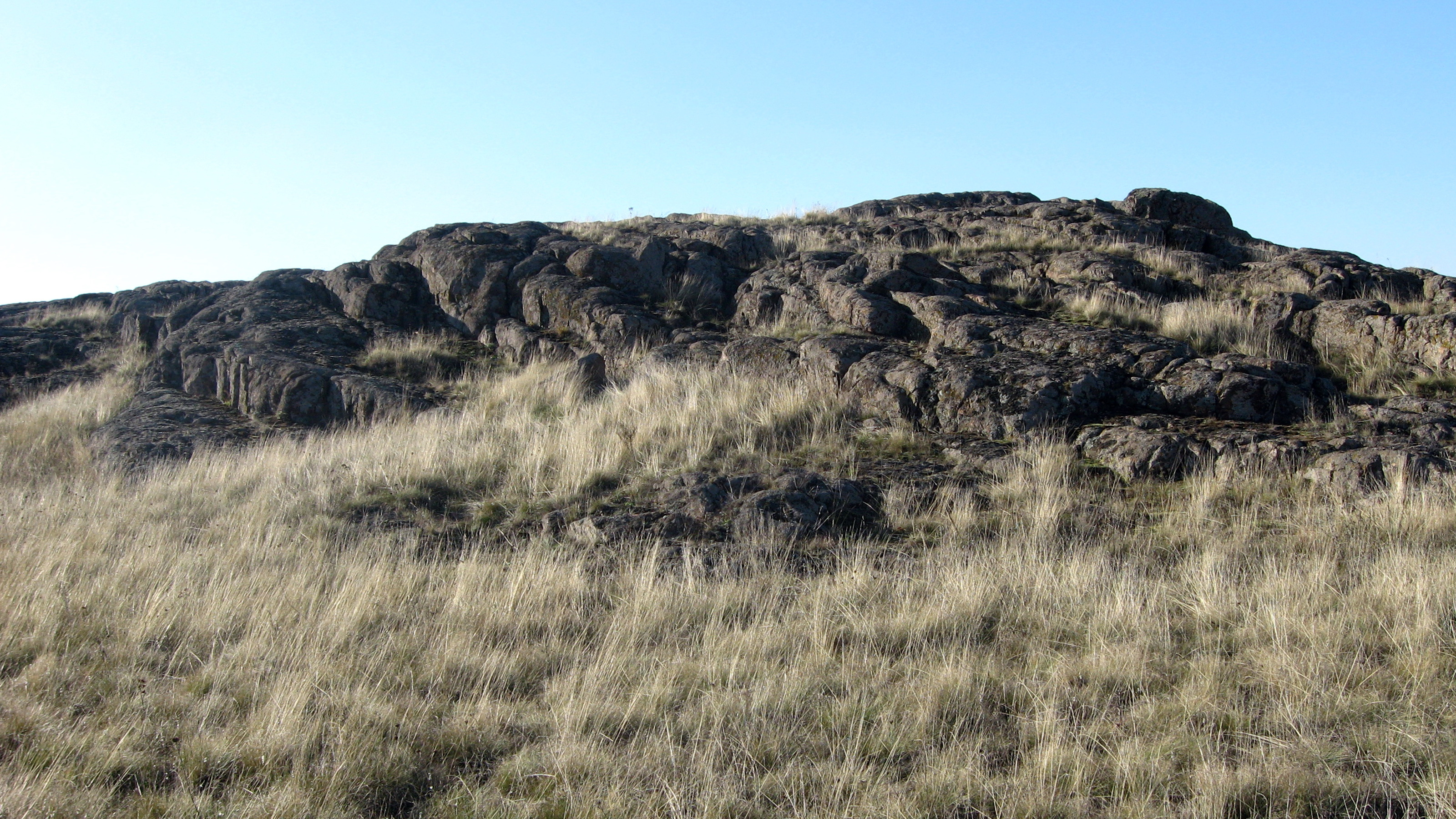
Останець з петрофітним степом
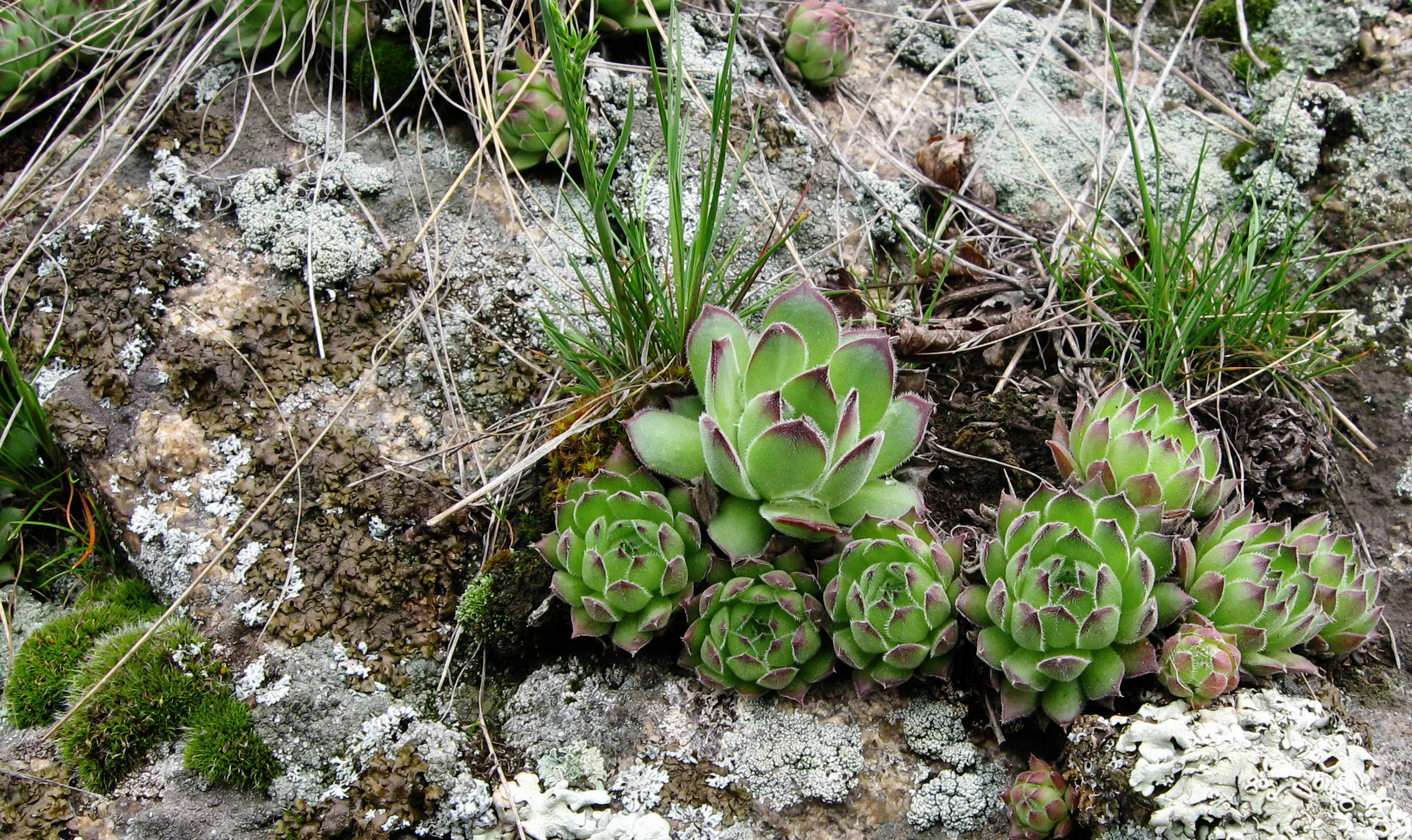
Мікроугруповання петрофітів і сукулентів
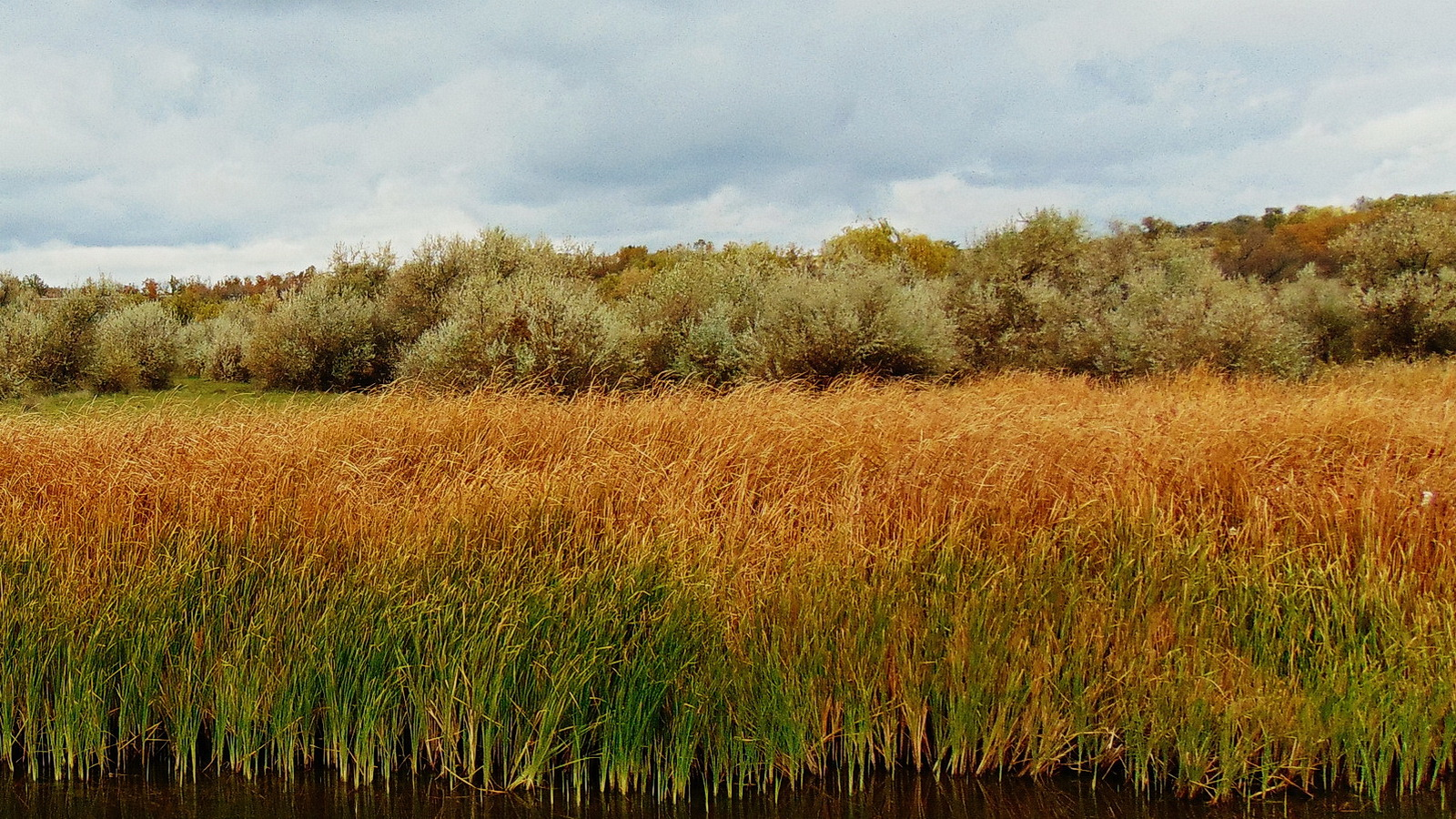
Рогозове болото
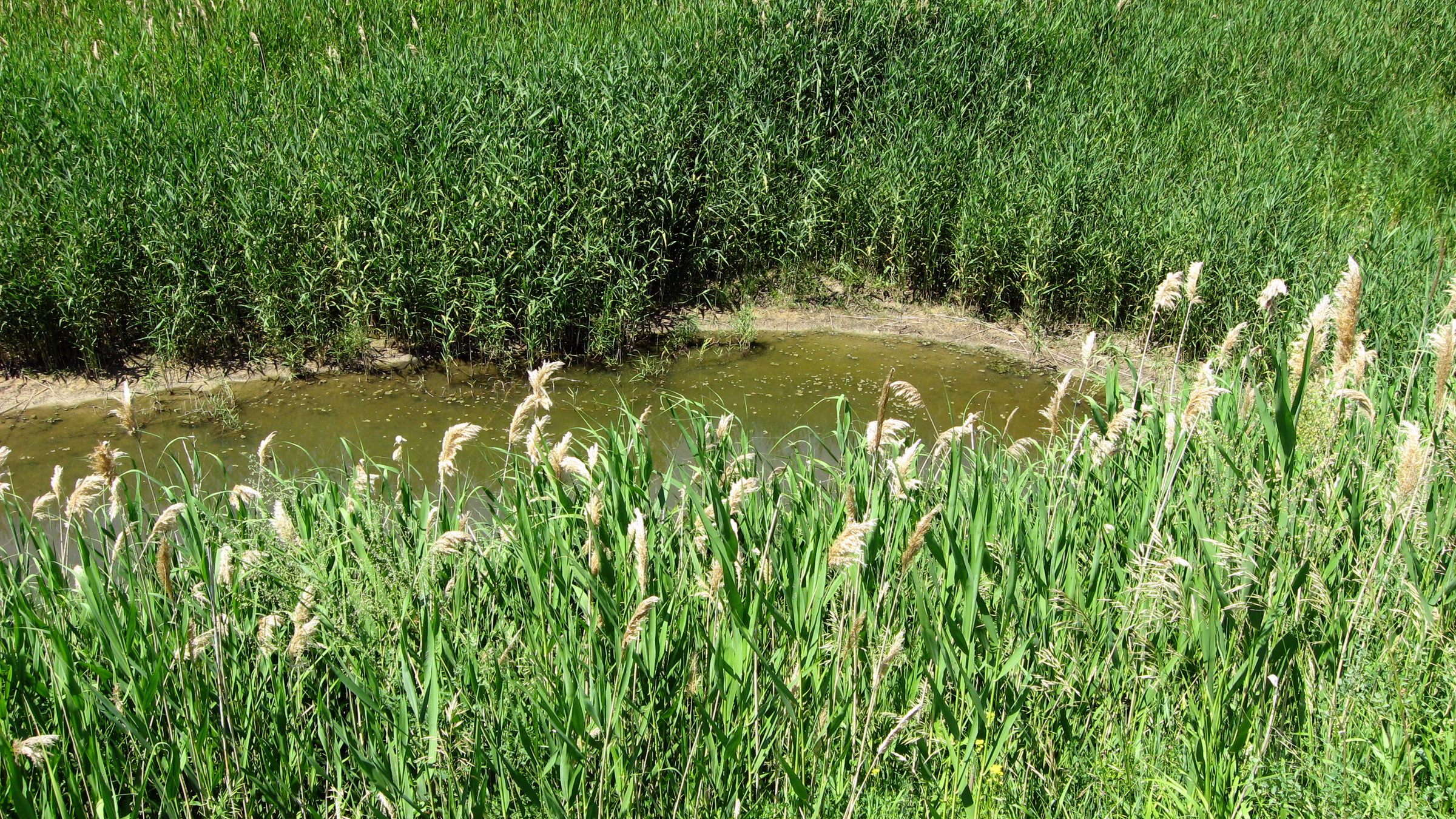
Степовий под
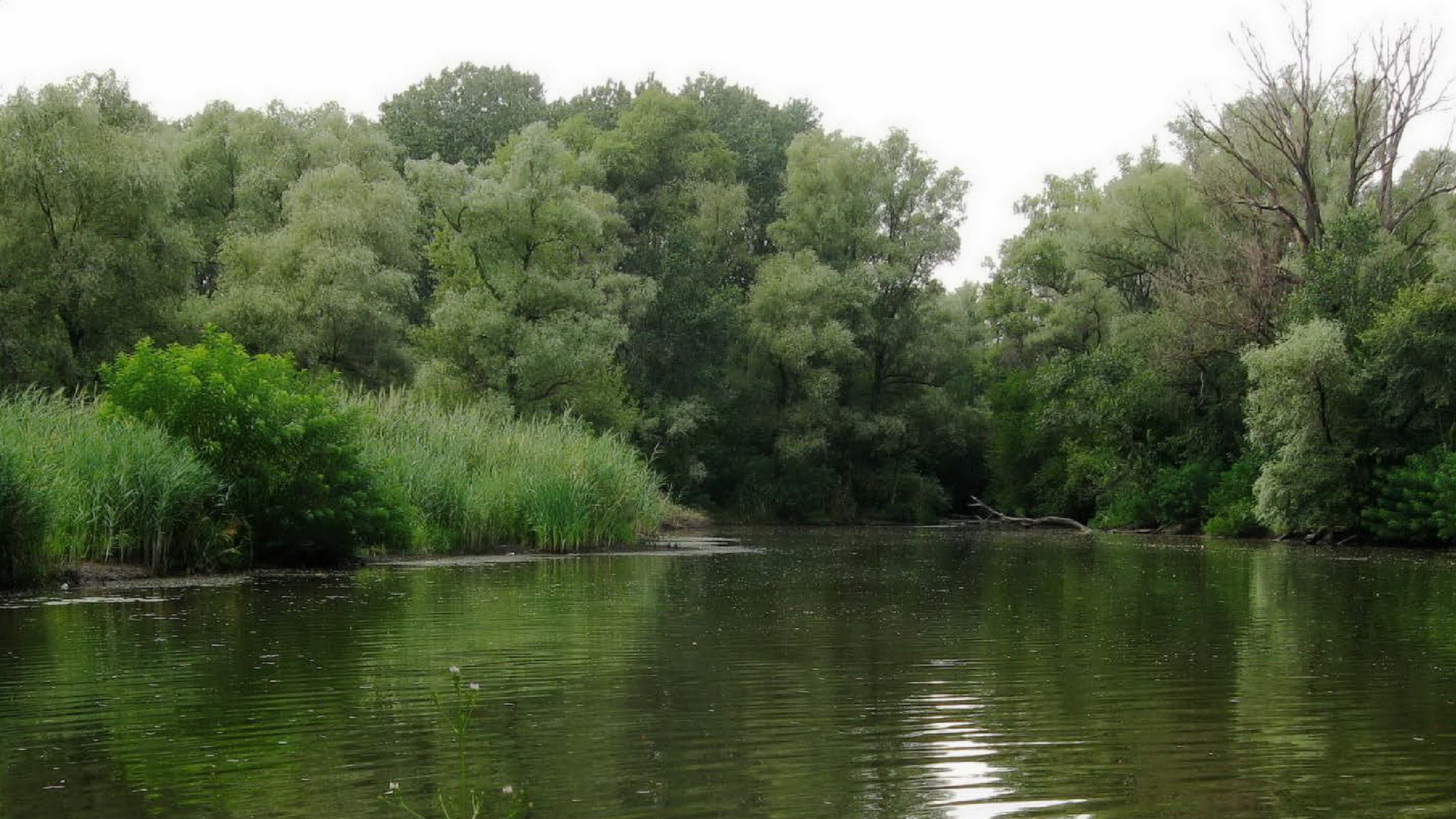
Заплавне заболочене озеро
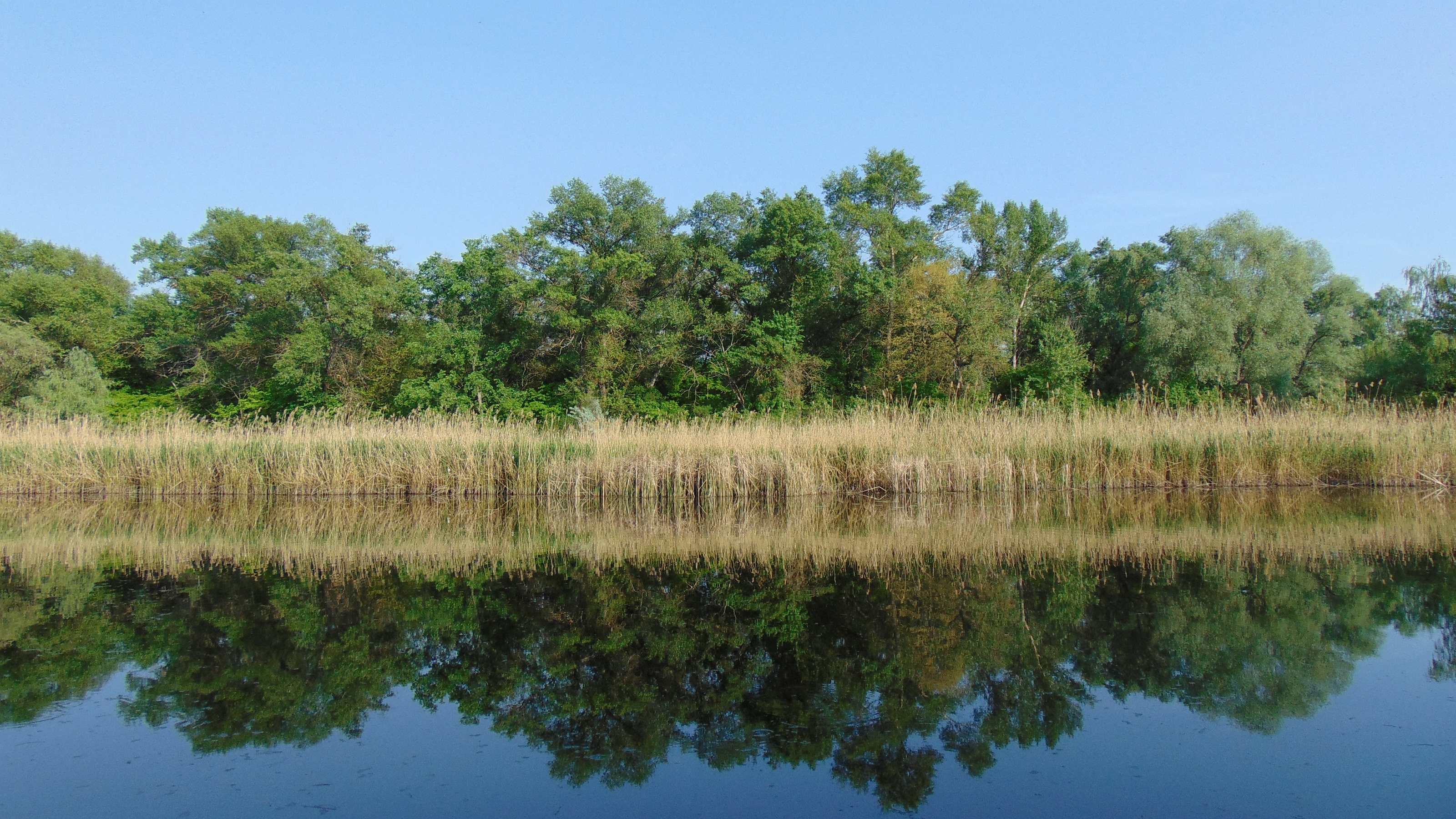
Архіпелаг Білаї. Дніпро
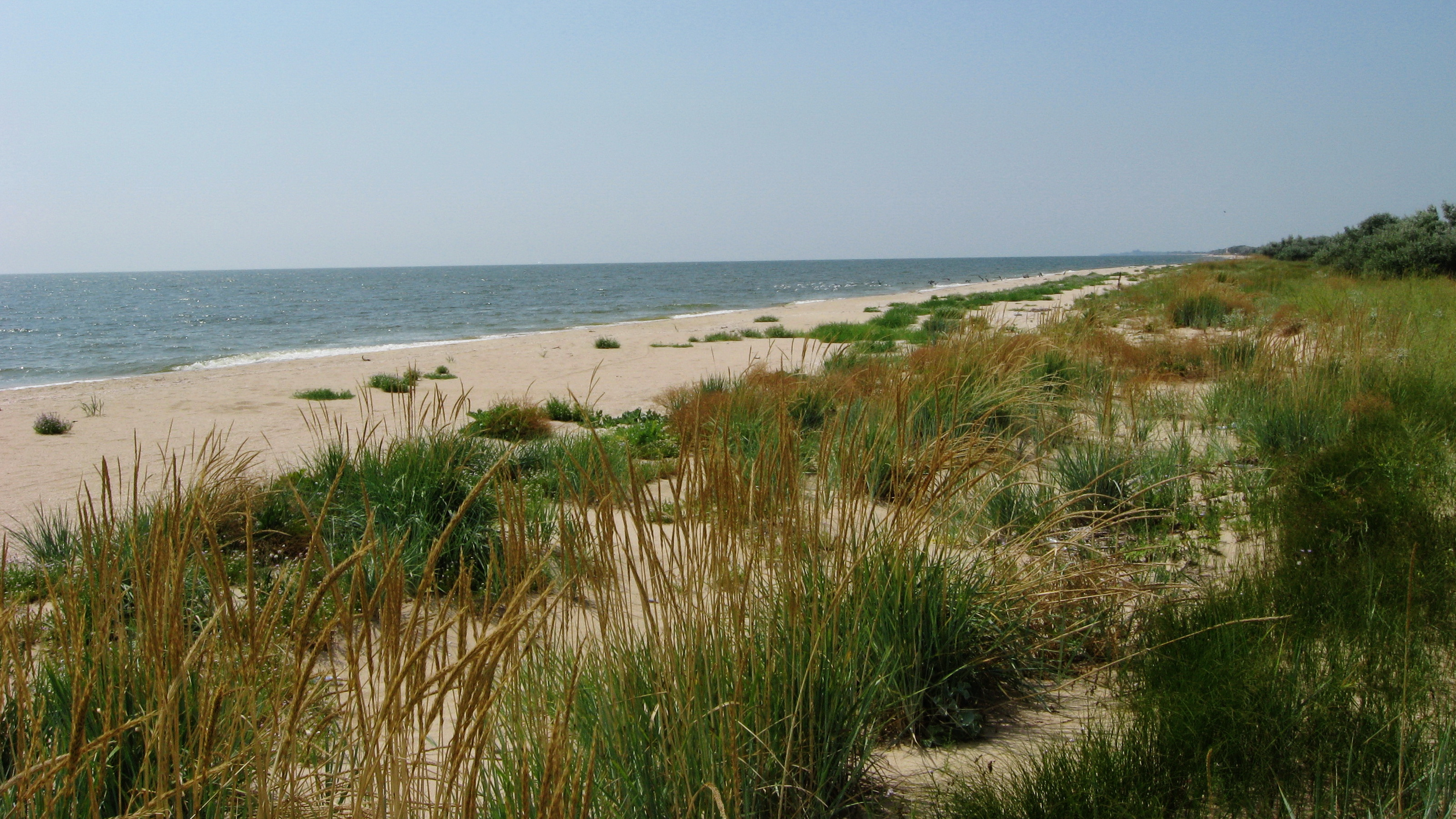
Приморська галофітна рослинність